# Olympische Sommerspiele 2016/Leichtathletik – 3000 m Hindernis (Männer)

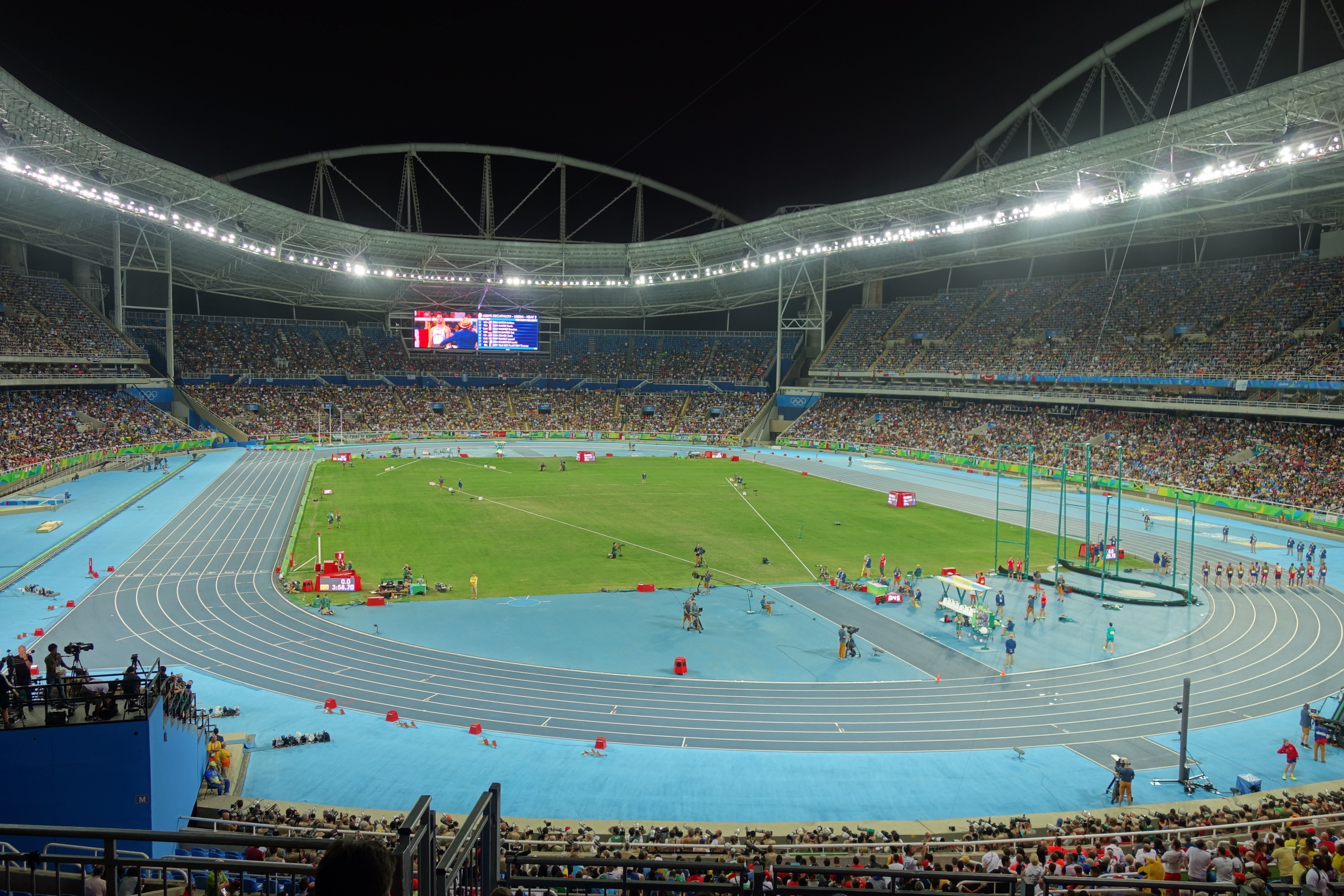
Innenraum des Estádio Olímpico João Havelange während der Spiele von Rio

Der 3000-Meter-Hindernislauf der Männer bei den Olympischen Spielen 2016 in Rio de Janeiro wurde am 15. und 17. August 2016 im Estádio Olímpico João Havelange ausgetragen. 45 Athleten nahmen teil.
Olympiasieger wurde der Kenianer Conseslus Kipruto. Silber gewann der US-Amerikaner Evan Jager, der Franzose Mahiedine Mekhissi errang die Bronzemedaille.
Athleten aus Deutschland, der Schweiz, Österreich und Liechtenstein nahmen nicht teil.

## Aktuelle Titelträger
| Olympiasieger                         | Ezekiel Kemboi ( Kenia)          | 8:18,56 min | London 2012    |
| Weltmeister                           | Ezekiel Kemboi ( Kenia)          | 8:11,28 min | Peking 2015    |
| Europameister                         | Mahiedine Mekhissi ( Frankreich) | 8:25,63 min | Amsterdam 2016 |
| Nord-/Zentralamerika-/Karibik-Meister | Andrew Bayer ( USA)              | 8:44,88 min | San José 2015  |
| Südamerika-Meister                    | Gerald Giraldo ( Kolumbien)      | 8:29,53 min | Lima 2015      |
| Asienmeister                          | John Koech ( Bahrain)            | 8:27,03 min | Wuhan 2015     |
| Afrikameister                         | Chala Beyo ( Äthiopien)          | 8:21,02 min | Durban 2016    |
| Ozeanienmeister                       | Sapolai Yao ( Papua-Neuguinea)   | 9:39,74 min | Cairns 2015    |

## Rekorde

### Bestehende Rekorde
| Weltrekord         | Saif Saaeed Shaheen ( Kenia) | 7:53,63 min | Brüssel, Belgien          | 3. September 2004  |
| Olympischer Rekord | Julius Kariuki ( Kenia)      | 8:05,51 min | Finale OS Seoul, Südkorea | 30. September 1988 |

### Rekordverbesserungen
Der kenianische Olympiasieger Conseslus Kipruto verbesserte den bestehenden olympischen Rekord im Finale am 17. August um 2,23 Sekunden auf 8:03,28 min. Den Weltrekord verfehlte er um 9,65 Sekunden.
Anmerkung:
Alle Zeitangaben sind auf die Ortszeit Rio (UTC-3) bezogen.

## Vorrunde
Die Athleten traten zu insgesamt drei Vorläufen an. Für das Finale qualifizierten sich pro Lauf die ersten drei Athleten (hellblau unterlegt). Darüber hinaus kamen die sechs Zeitschnellsten, die sogenannten Lucky Loser (hellgrün unterlegt), weiter.

### Vorlauf 1
15. August 2016, 10:25 Uhr
| Platz | Name                | Nation         | Zeit (min) | Anmerkung                                                                   |
| ----- | ------------------- | -------------- | ---------- | --------------------------------------------------------------------------- |
| 1     | Hillary Bor         | USA            | 8:25,01    |                                                                             |
| 2     | Soufiane el-Bakkali | Marokko        | 8:25,17    |                                                                             |
| 3     | Ezekiel Kemboi      | Kenia          | 8:25,51    |                                                                             |
| 4     | Matthew Hughes      | Kanada         | 8:26,27    |                                                                             |
| 5     | Sebastián Martos    | Spanien        | 8:28,44    |                                                                             |
| 6     | Benjamin Kiplagat   | Uganda         | 8:30,76    |                                                                             |
| 7     | Halil Akkaş         | Türkei         | 8:33,12    |                                                                             |
| 8     | Hailemariyam Amare  | Äthiopien      | 8:35,01    |                                                                             |
| 9     | Nelson Cherutich    | Bahrain        | 8:35,01    |                                                                             |
| 10    | Yuri Floriani       | Italien        | 8:40,80    |                                                                             |
| 11    | Kazuya Shiojiri     | Japan          | 8:40,98    |                                                                             |
| 12    | Rob Mullett         | Großbritannien | 8:48,19    |                                                                             |
| 13    | Jeroen D'hoedt      | Belgien        | 8:48,29    |                                                                             |
| 14    | Mitko Zenow         | Bulgarien      | 8:54,79    |                                                                             |
| DSQ   | Ali Messaoudi       | Algerien       |            | Weltleichtathletikverband Regel 163.3b – Übertreten der Bahninnenmarkierung |

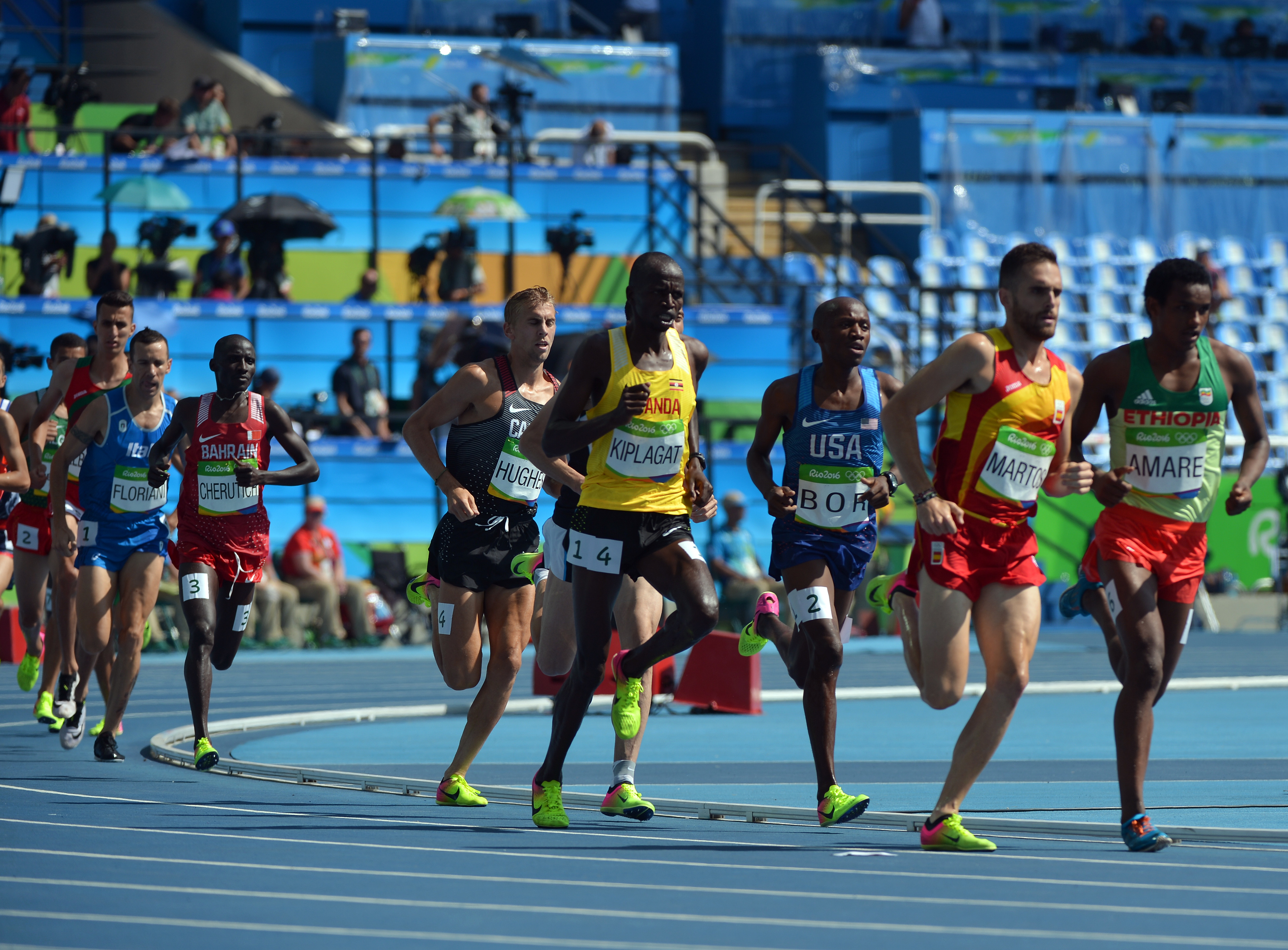
Szene aus dem ersten Vorlauf

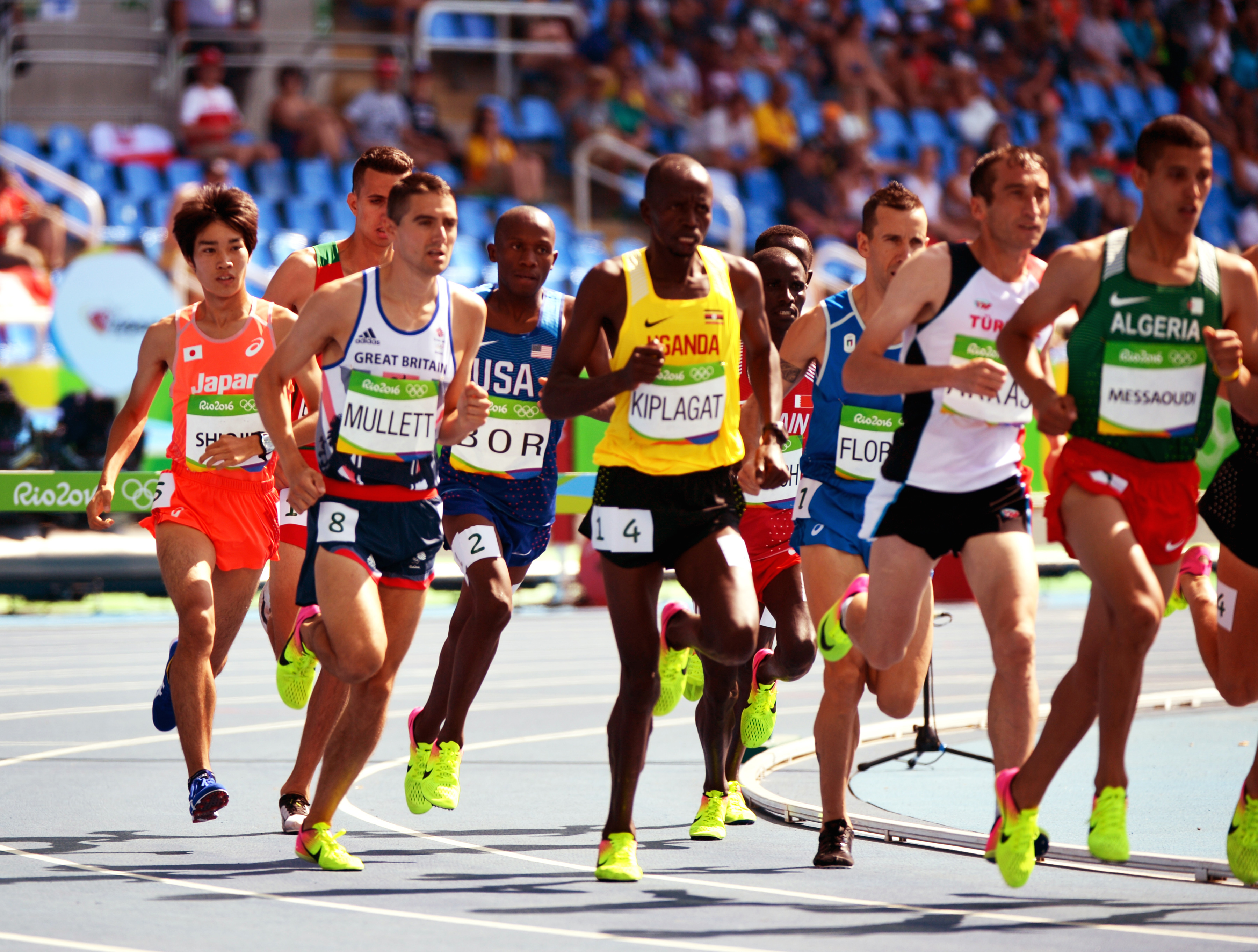
Erster Vorlauf über 3000 Meter Hindernis

Im ersten Vorlauf ausgeschiedene Hindernisläufer:

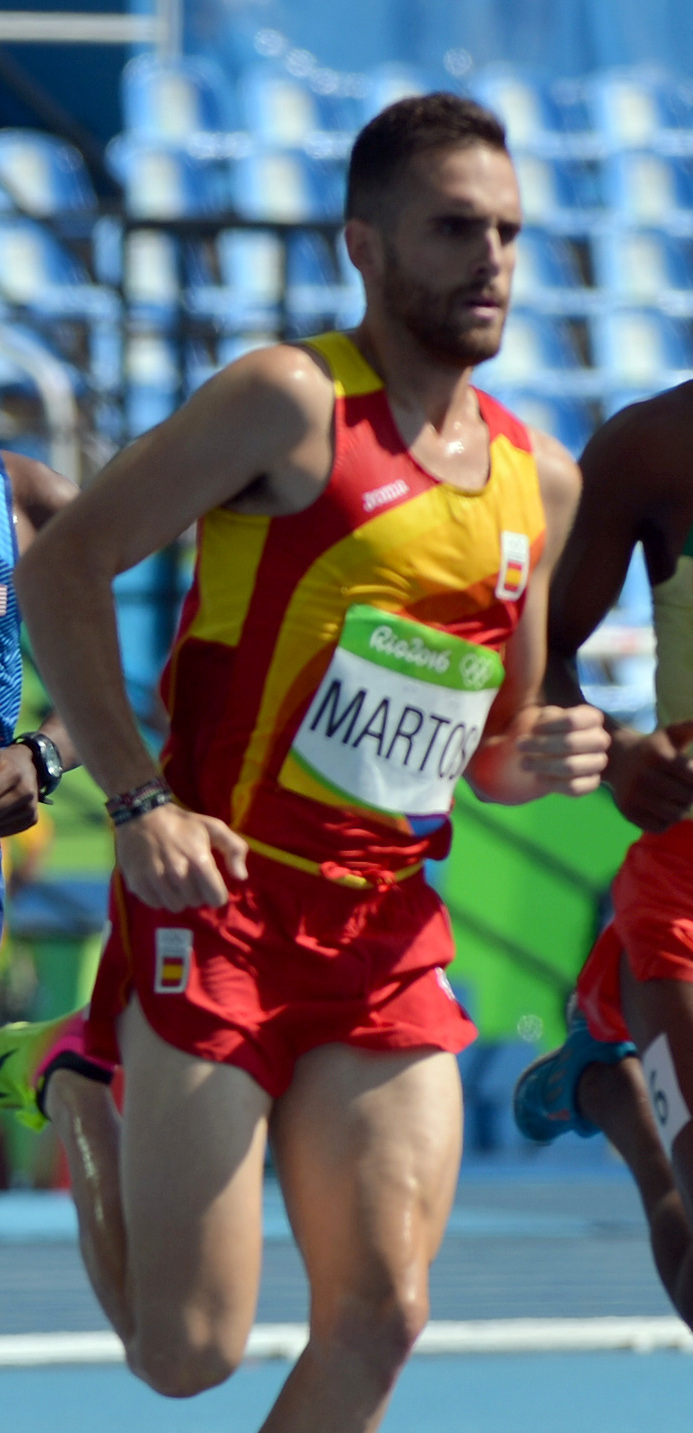
Sebastián Martos – Rang fünf
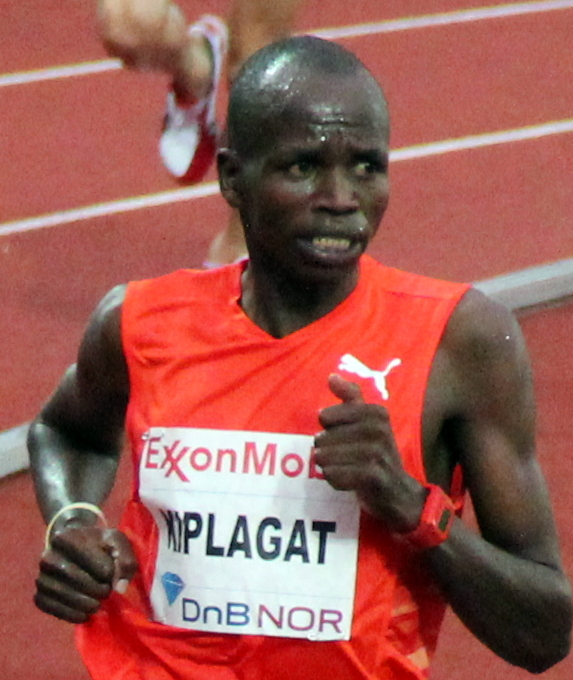
Benjamin Kiplagat – Rang sechs
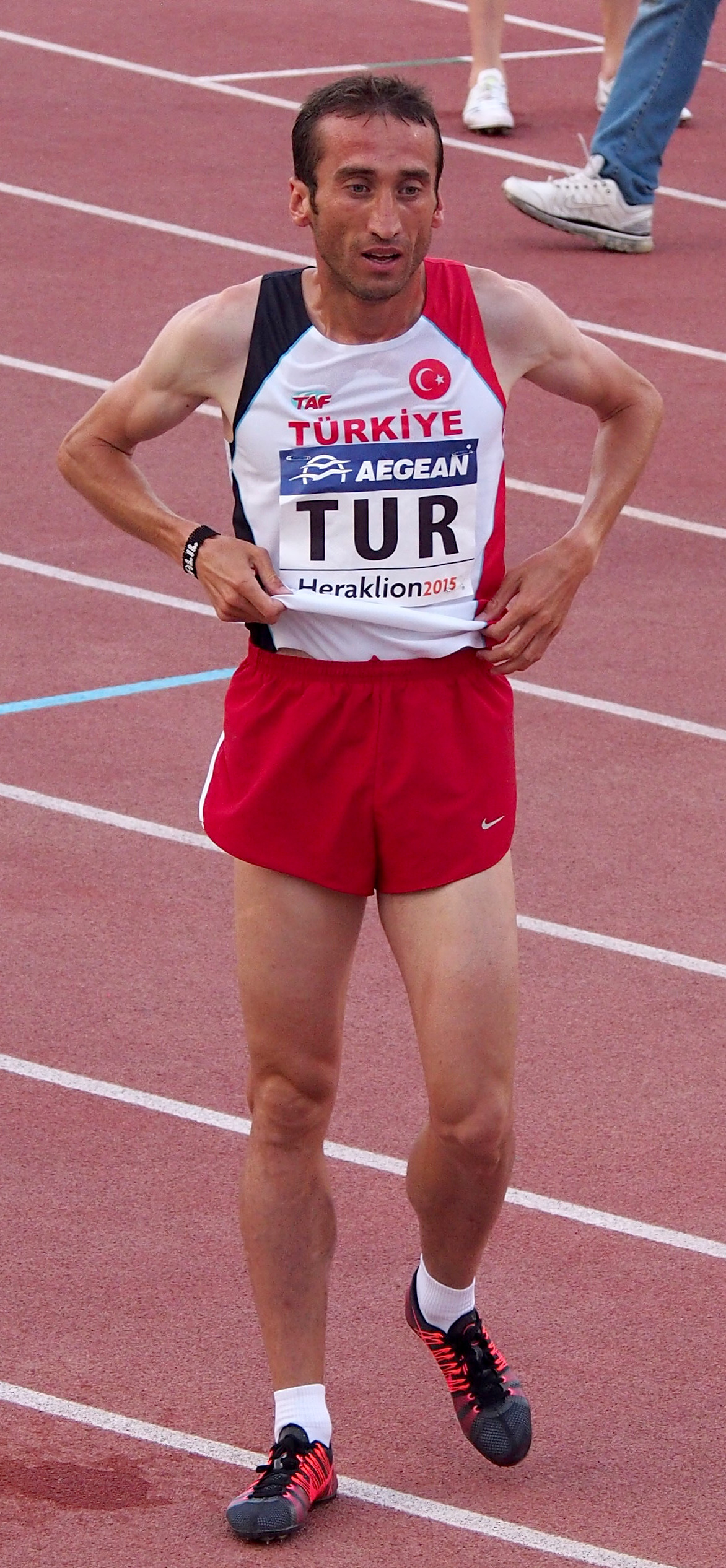
Halil Akkaş – Rang sieben
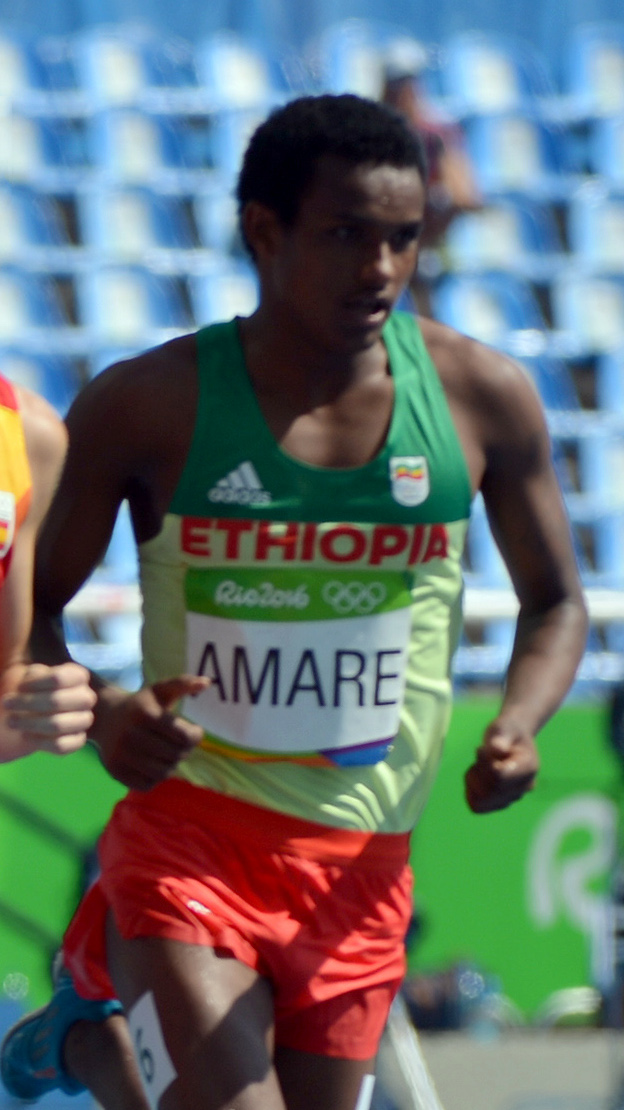
Hailemariyam Amare – Rang acht

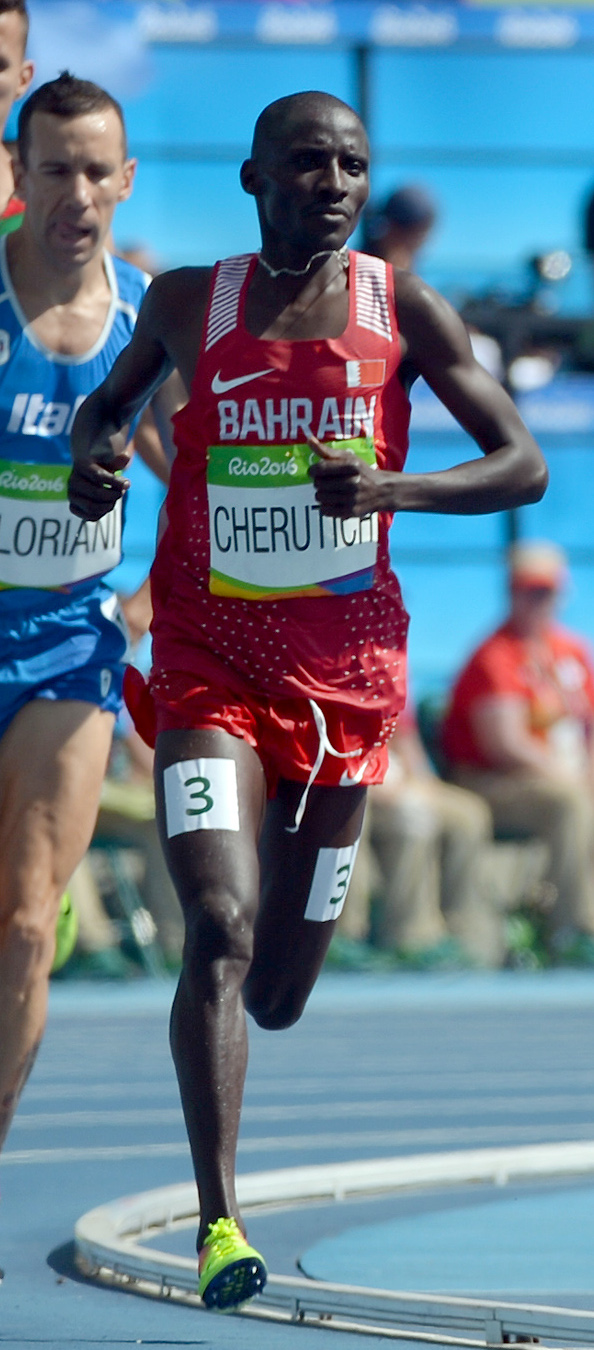
Nelson Cherutich – Rang neun
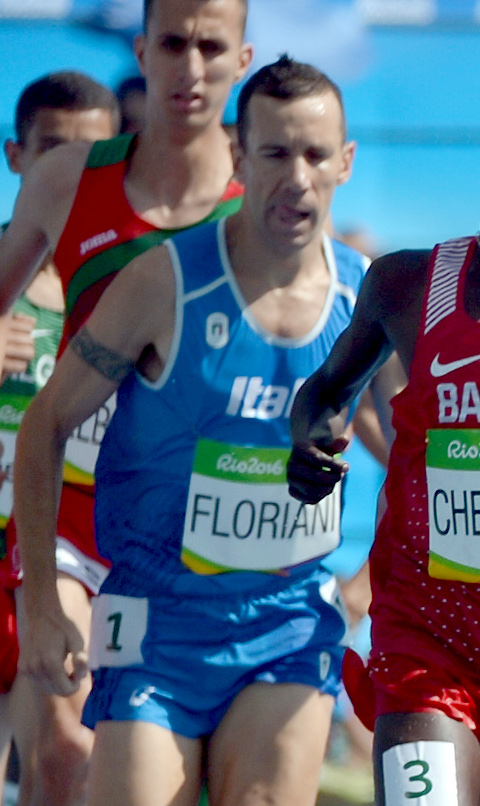
Yuri Floriani – Rang zehn
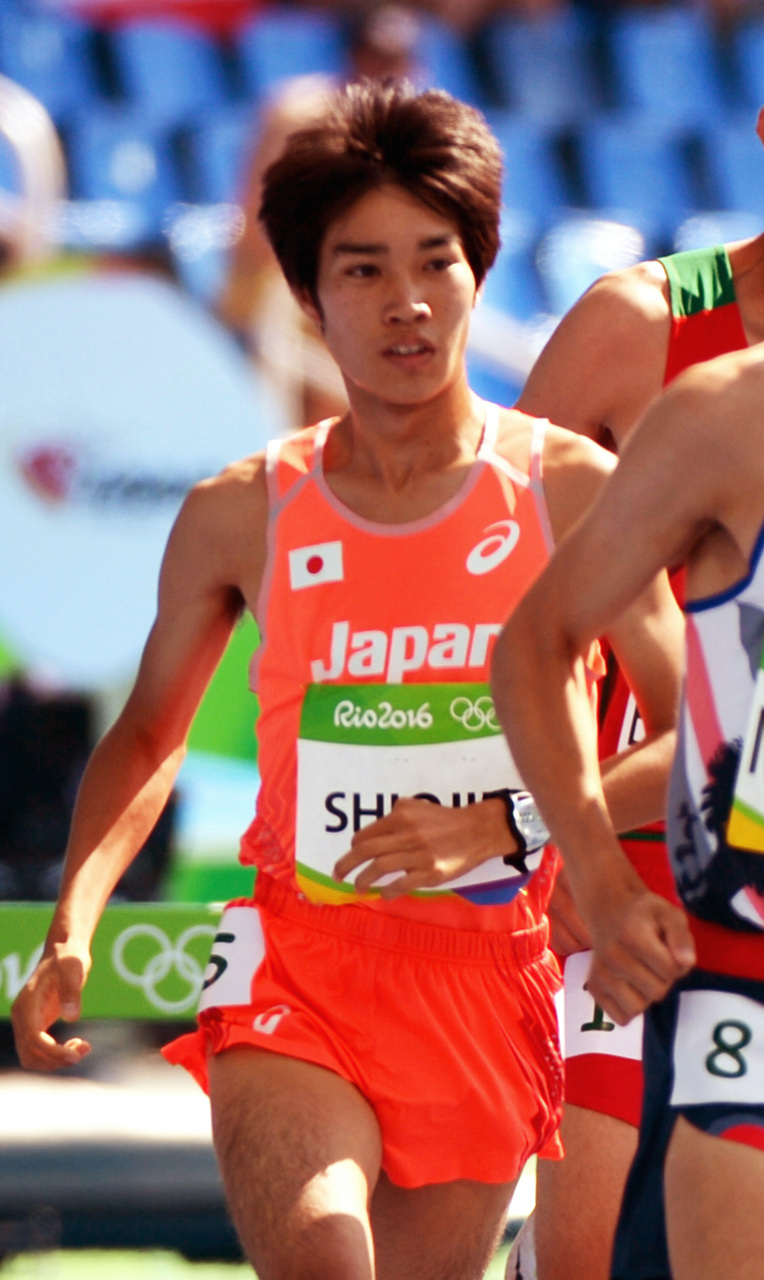
Kazuya Shiojiri – Rang elf
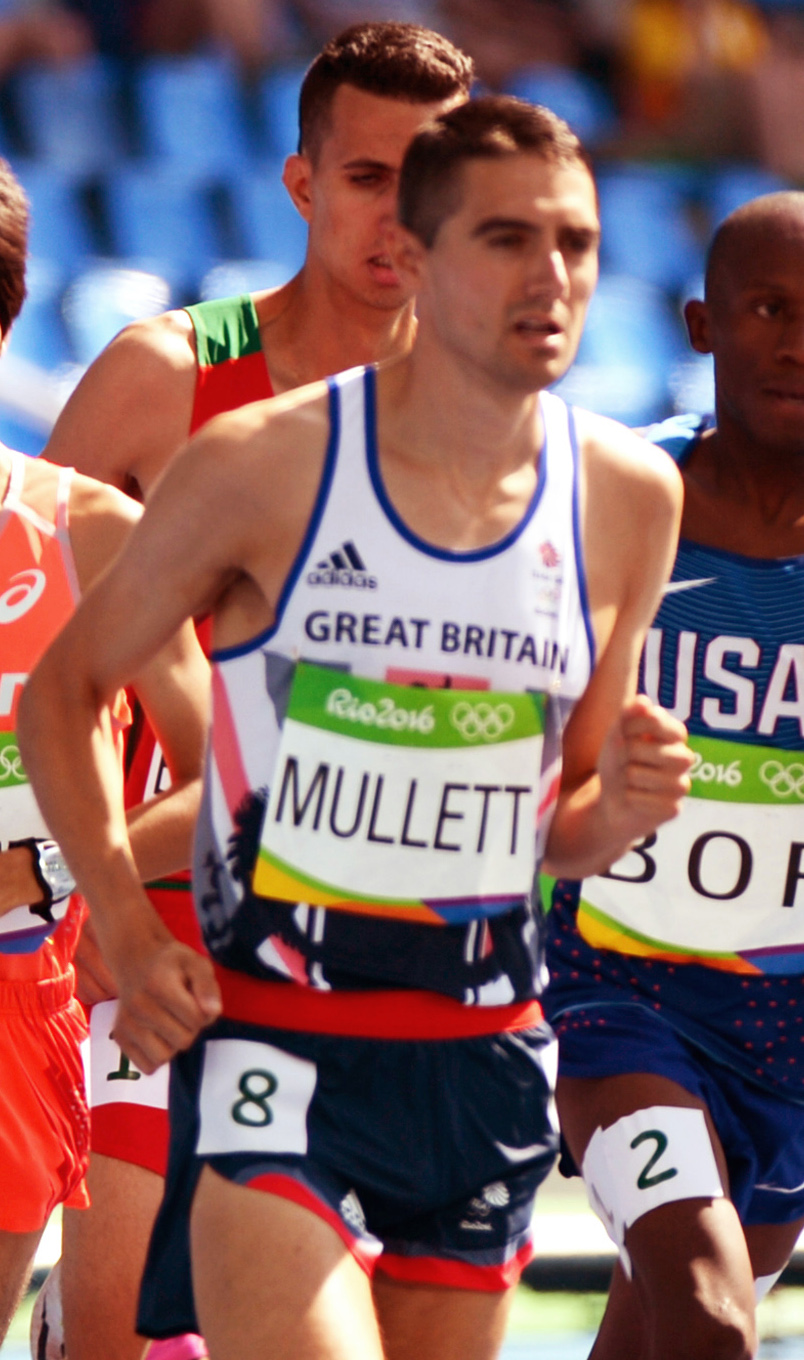
Rob Mullett – Rang zwölf

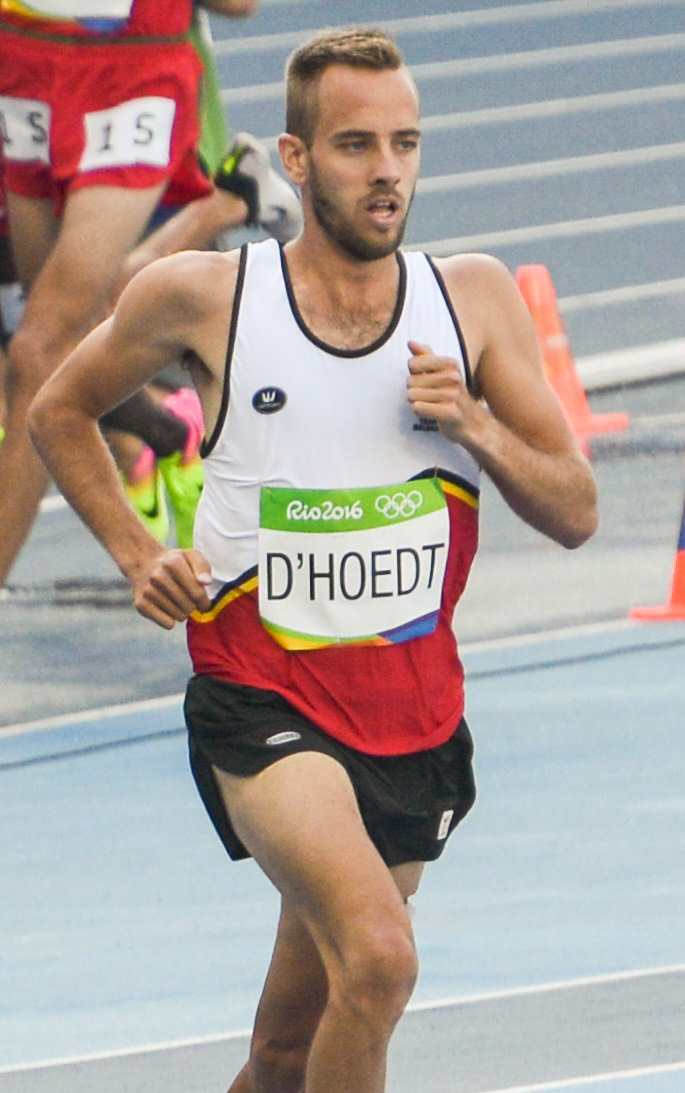
Jeroen D'hoedt – Rang dreizehn
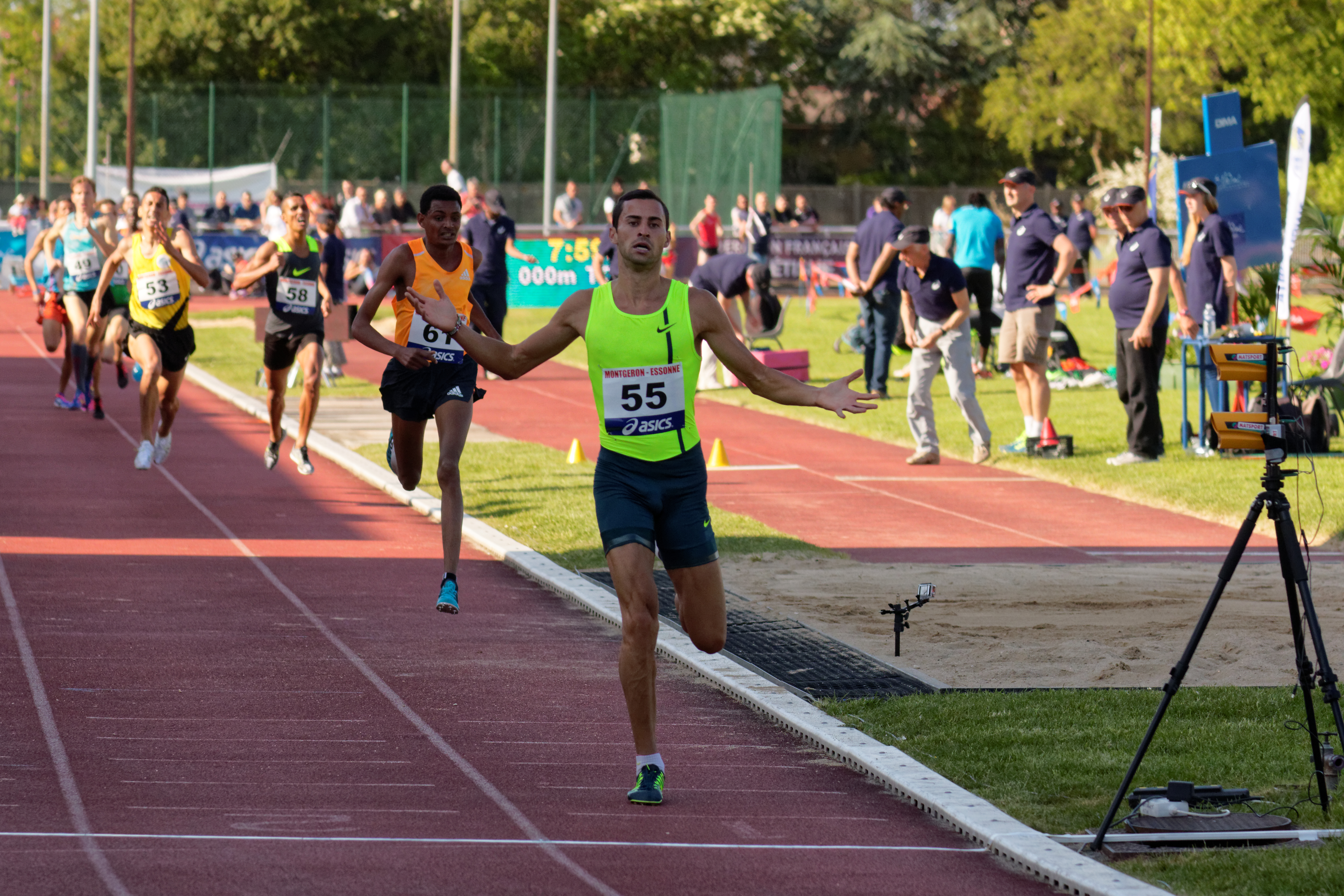
Mitko Zenow – Rang vierzehn
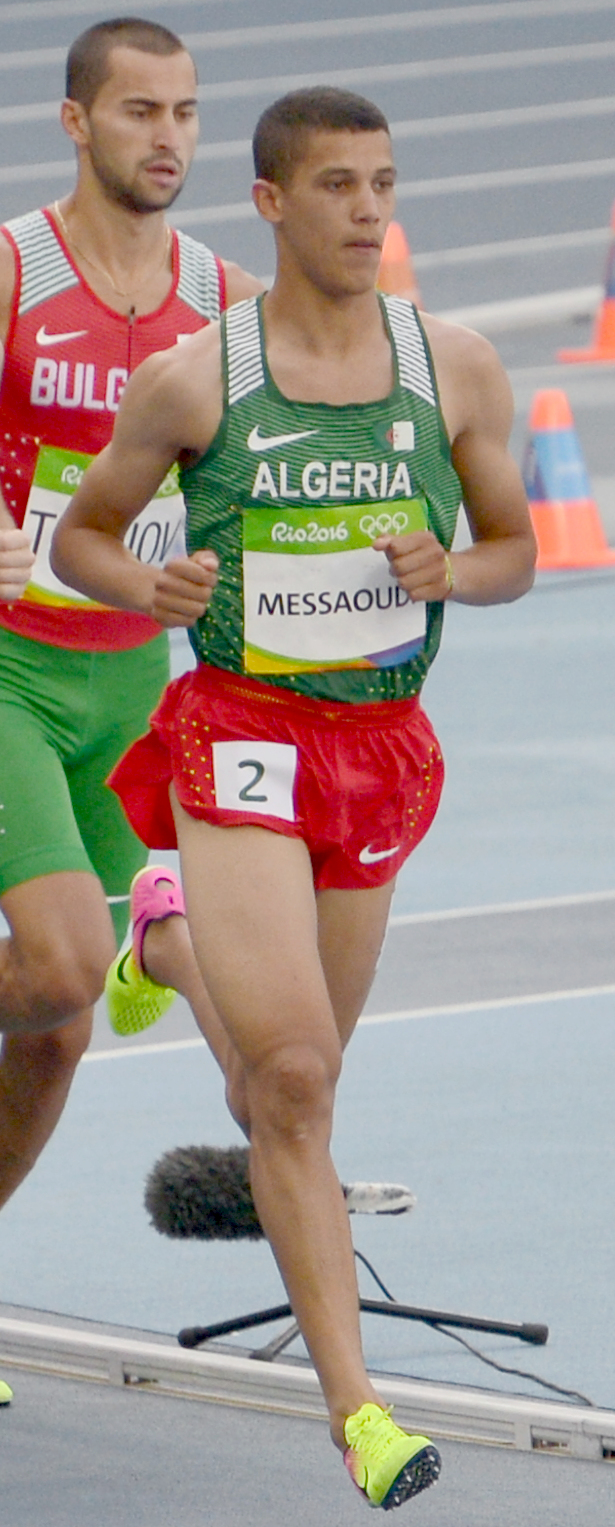
Ali Messaoudi – disqualifiziert wegen Bahnübertretung

### Vorlauf 2

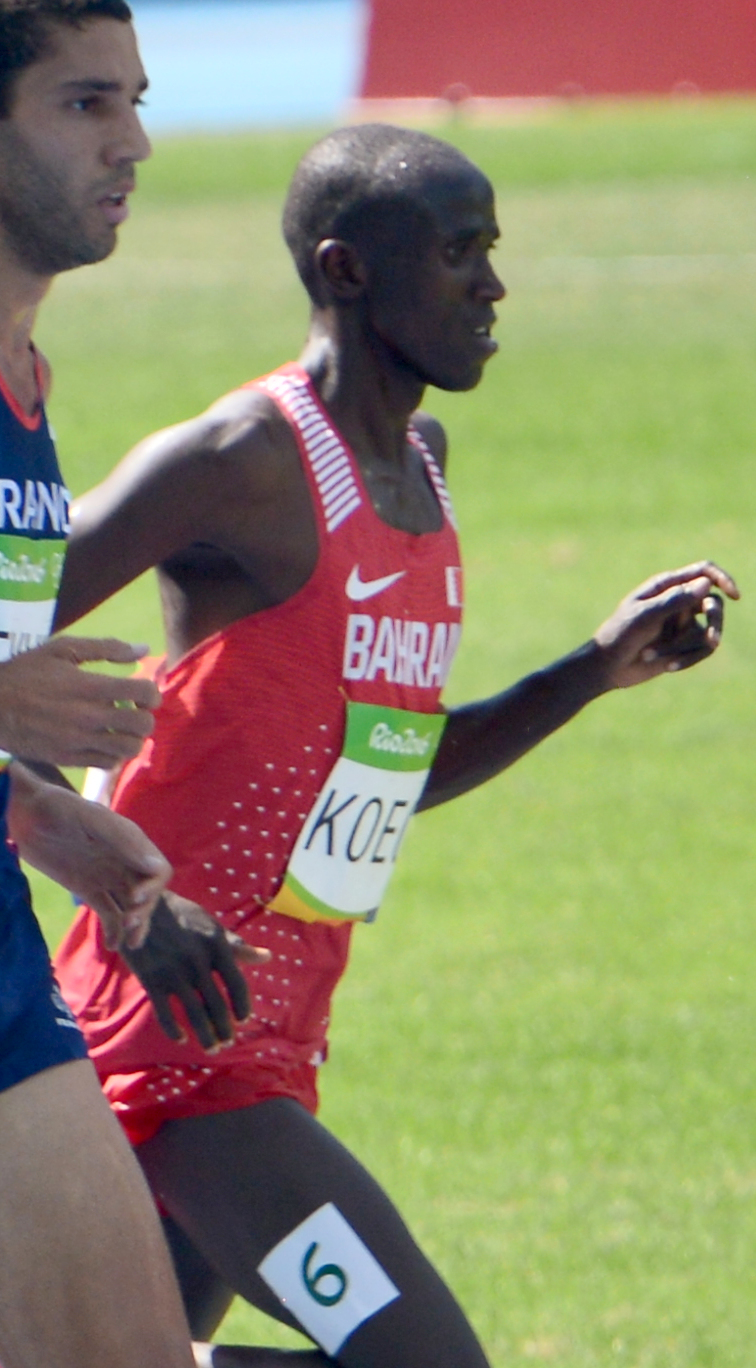
John Koech – ausgeschieden als Sechster des zweiten Vorlaufs
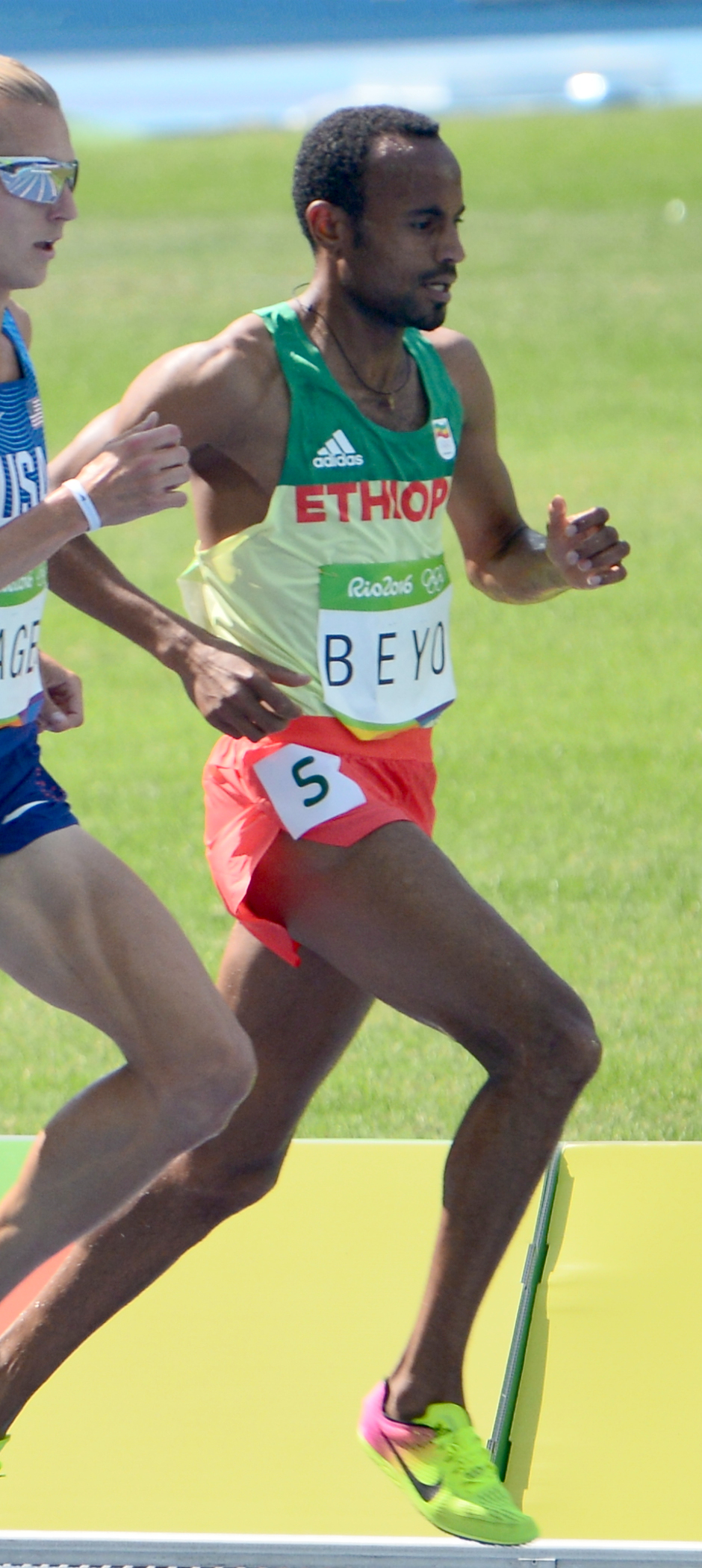
Chala Beyo – ausgeschieden als Siebter des zweiten Vorlaufs
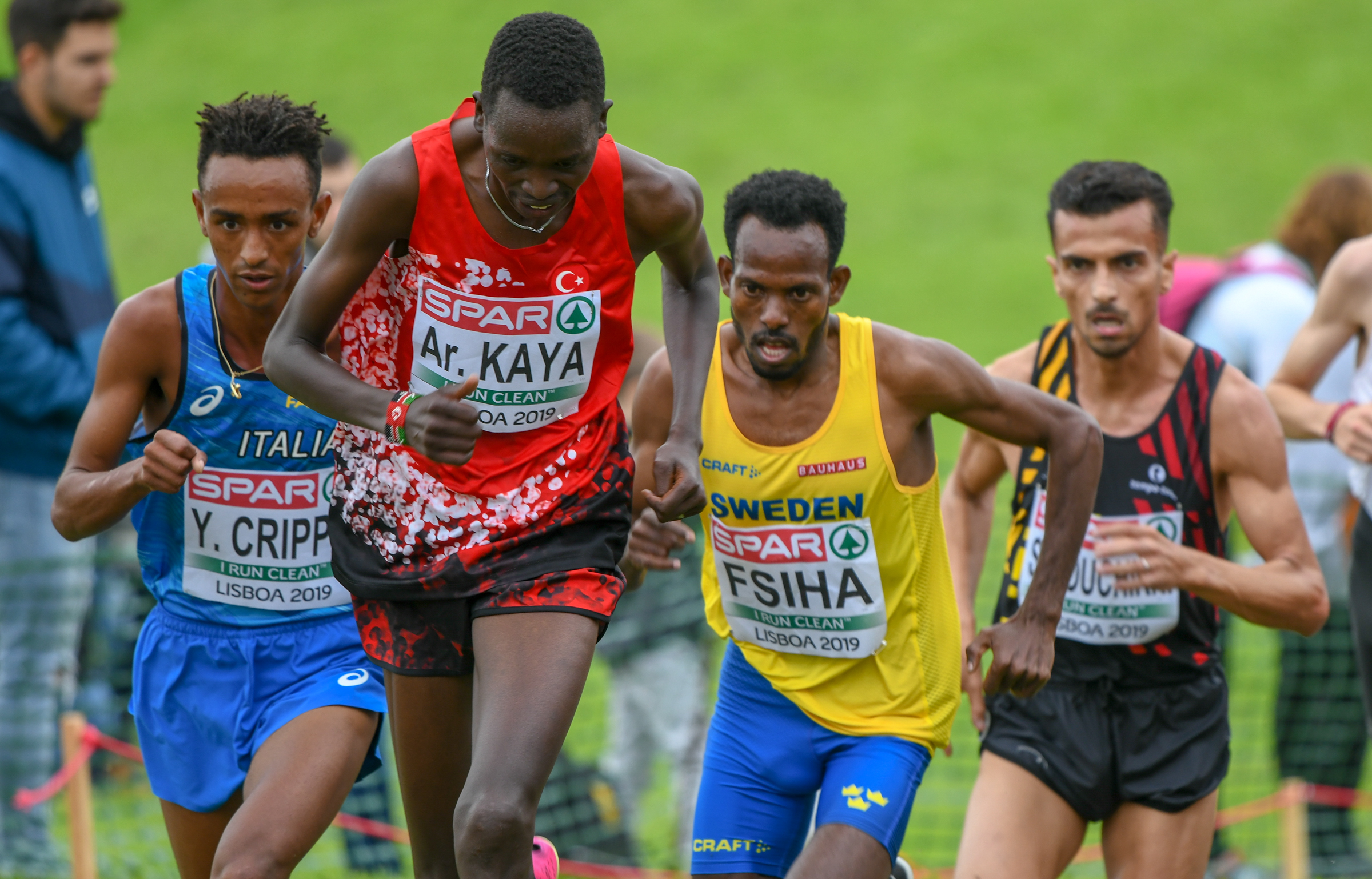
Aras Kaya (rotes Trikot) – ausgeschieden als Achter des zweiten Vorlaufs

15. August 2016, 10:40 Uhr
| Platz | Name                  | Nation     | Zeit (min) |
| ----- | --------------------- | ---------- | ---------- |
| 1     | Evan Jager            | USA        | 8:25,86    |
| 2     | Brimin Kiprop Kipruto | Kenia      | 8:26,25    |
| 3     | Mathiedine Mekhissi   | Frankreich | 8:26,32    |
| 4     | Yemane Haileselassie  | Eritrea    | 8:26,72    |
| 5     | Hamid Ezzine          | Marokko    | 8:27,69    |
| 6     | John Koech            | Bahrain    | 8:28,81    |
| 7     | Chala Beyo            | Äthiopien  | 8:32,0     |
| 8     | Aras Kaya             | Türkei     | 8:32,35    |
| 9     | José Peña             | Venezuela  | 8:32,38    |
| 10    | Chris Winter          | Kanada     | 8:33,95    |
| 11    | Bilal Tabti           | Algerien   | 8:38,87    |
| 12    | Abdullah Bamoussa     | Italien    | 8:42,81    |
| 13    | Kaur Kivistik         | Estland    | 8:44,25    |
| 14    | Abdalla Targan        | Sudan      | 8:52,20    |
| 15    | Abdelaziz Merzougui   | Spanien    | 9:03,40    |

Weitere im zweiten Vorlauf ausgeschiedene Hindernisläufer:

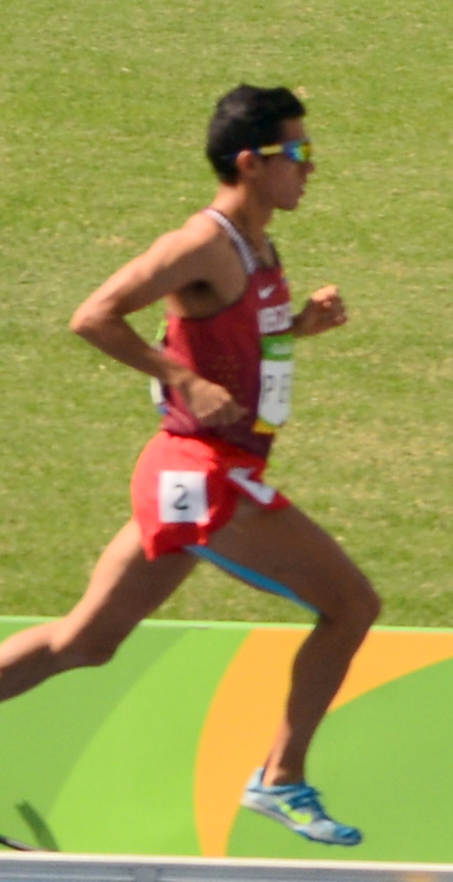
José Peña – Rang neun
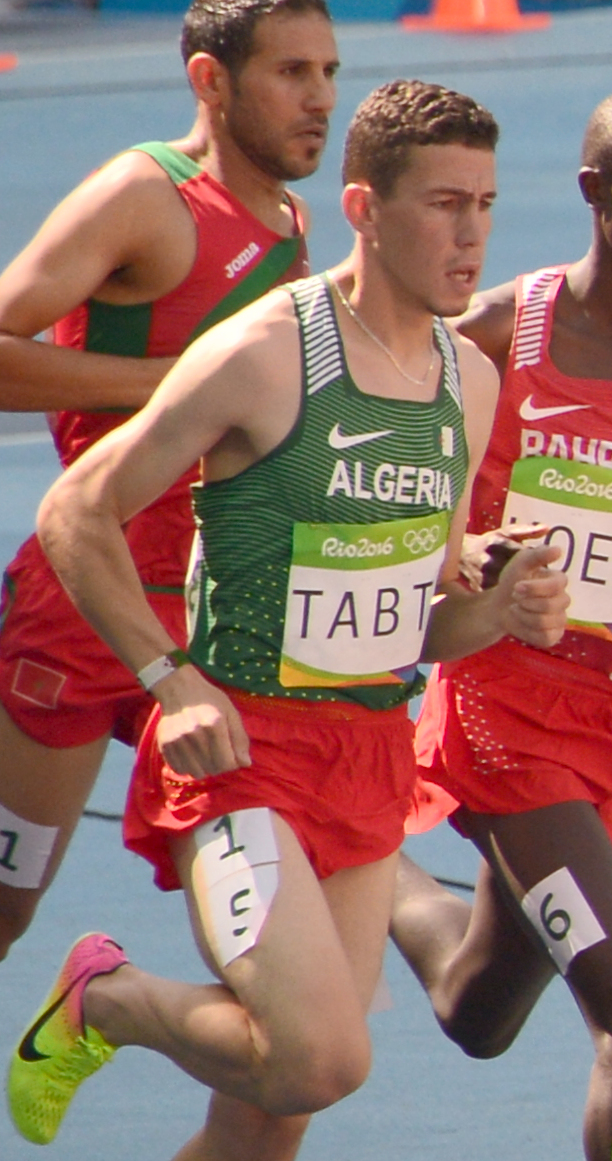
Bilal Tabti – Rang elf
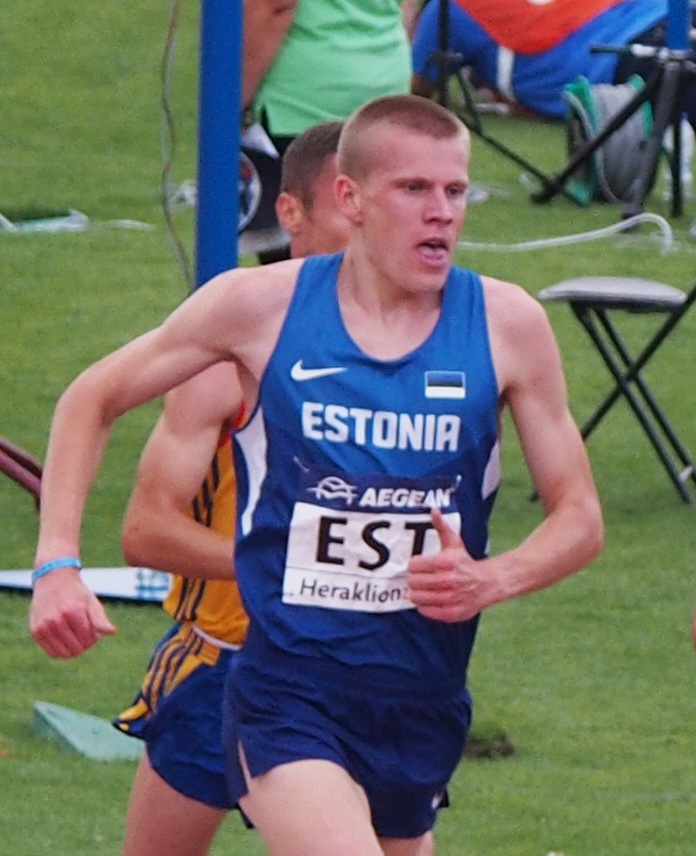
Kaur Kivistik – Rang dreizehn
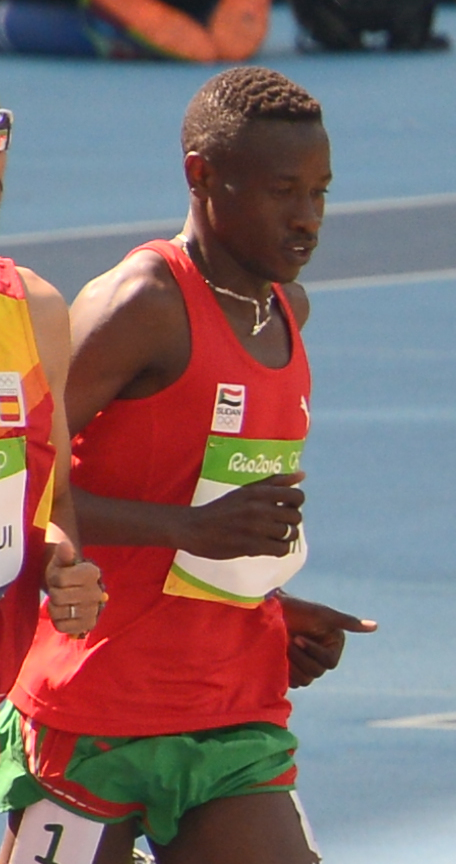
Abdalla Targan – Rang vierzehn
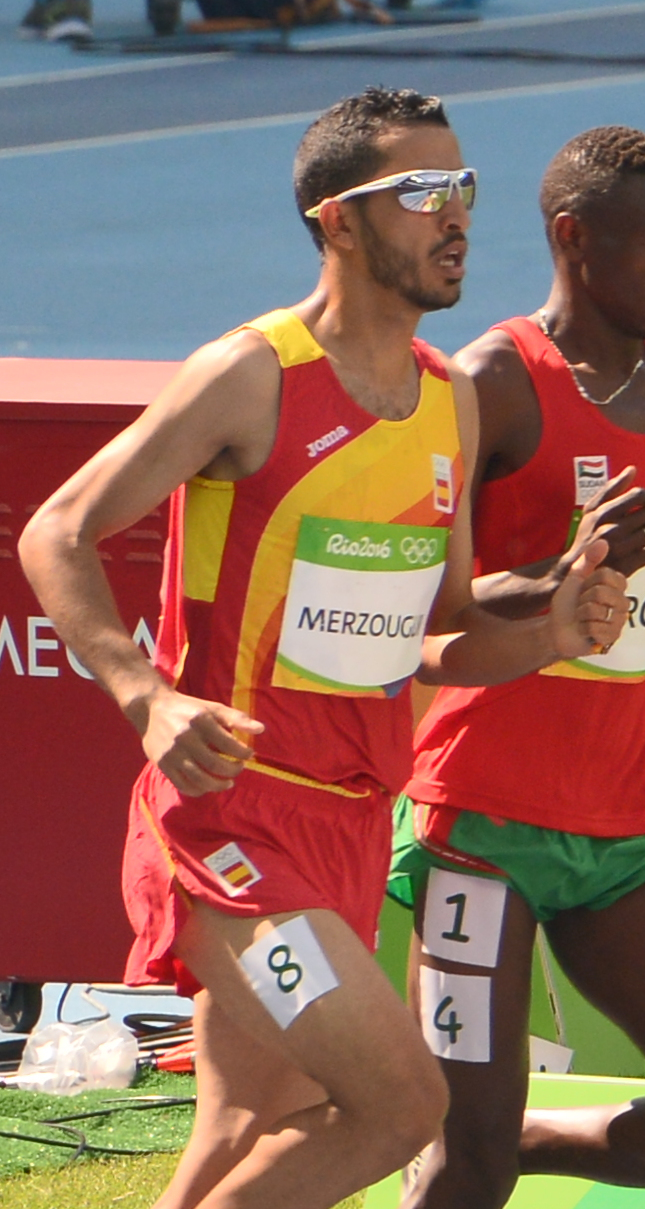
Abdelaziz Merzougui – Rang fünfzehn

### Vorlauf 3
15. August 2016, 10:55 Uhr
- Hicham Sigueni – ausgeschieden
als Siebter des dritten Vorlaufs
- Taylor Milne – ausgeschieden
als Neunter des dritten Vorlaufs

| Platz | Name                   | Nation     | Zeit (min) | Anmerkung                                                                   |
| ----- | ---------------------- | ---------- | ---------- | --------------------------------------------------------------------------- |
| 1     | Conseslus Kipruto      | Kenia      | 8:21,40    |                                                                             |
| 2     | Jacob Araptany         | Uganda     | 8:21,53    |                                                                             |
| 3     | Donald Cabral          | USA        | 8:21,96    |                                                                             |
| 4     | Amor Ben Yahia         | Tunesien   | 8:23,12    |                                                                             |
| 5     | Yoann Kowal            | Frankreich | 8:23,49    |                                                                             |
| 6     | Altobeli da Silva      | Brasilien  | 8:26,59    |                                                                             |
| 7     | Hicham Sigueni         | Marokko    | 8:27,82    |                                                                             |
| 8     | Hicham Bouchicha       | Algerien   | 8:33,61    |                                                                             |
| 9     | Taylor Milne           | Kanada     | 8:34,38    |                                                                             |
| 10    | Krystian Zalewski      | Polen      | 8:34,52    |                                                                             |
| 11    | Ole Hesselbjerg        | Dänemark   | 8:40,08    |                                                                             |
| 12    | Mohamed Ismail Ibrahim | Dschibuti  | 8:53,10    |                                                                             |
| 13    | Fernando Carro         | Spanien    | 8:53,17    |                                                                             |
| DSQ   | Tafese Seboka          | Äthiopien  |            | Weltleichtathletikverband Regel 163.3b – Übertreten der Bahninnenmarkierung |
| DNF   | Tarık Langat Akdağ     | Türkei     |            |                                                                             |

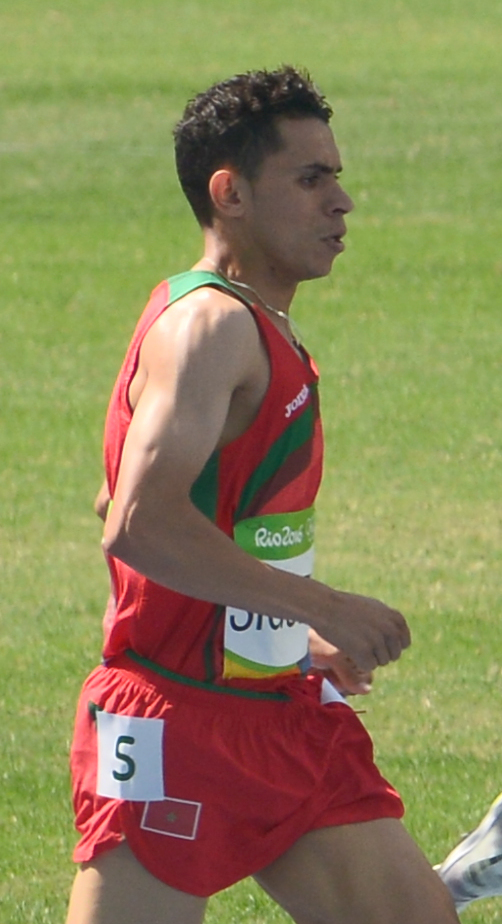
Hicham Sigueni – ausgeschieden als Siebter des dritten Vorlaufs
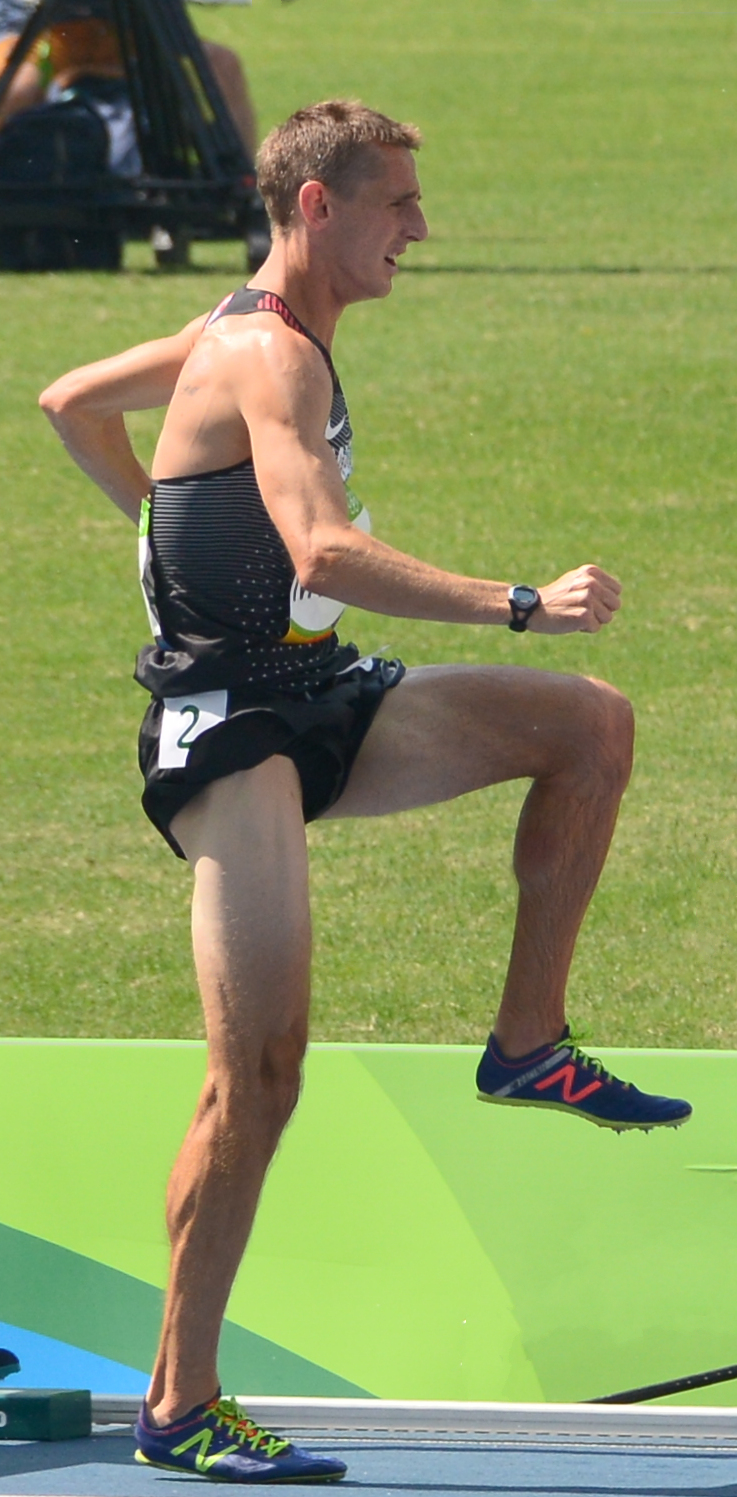
Taylor Milne – ausgeschieden als Neunter des dritten Vorlaufs

Weitere im dritten Vorlauf ausgeschiedene Hindernisläufer:

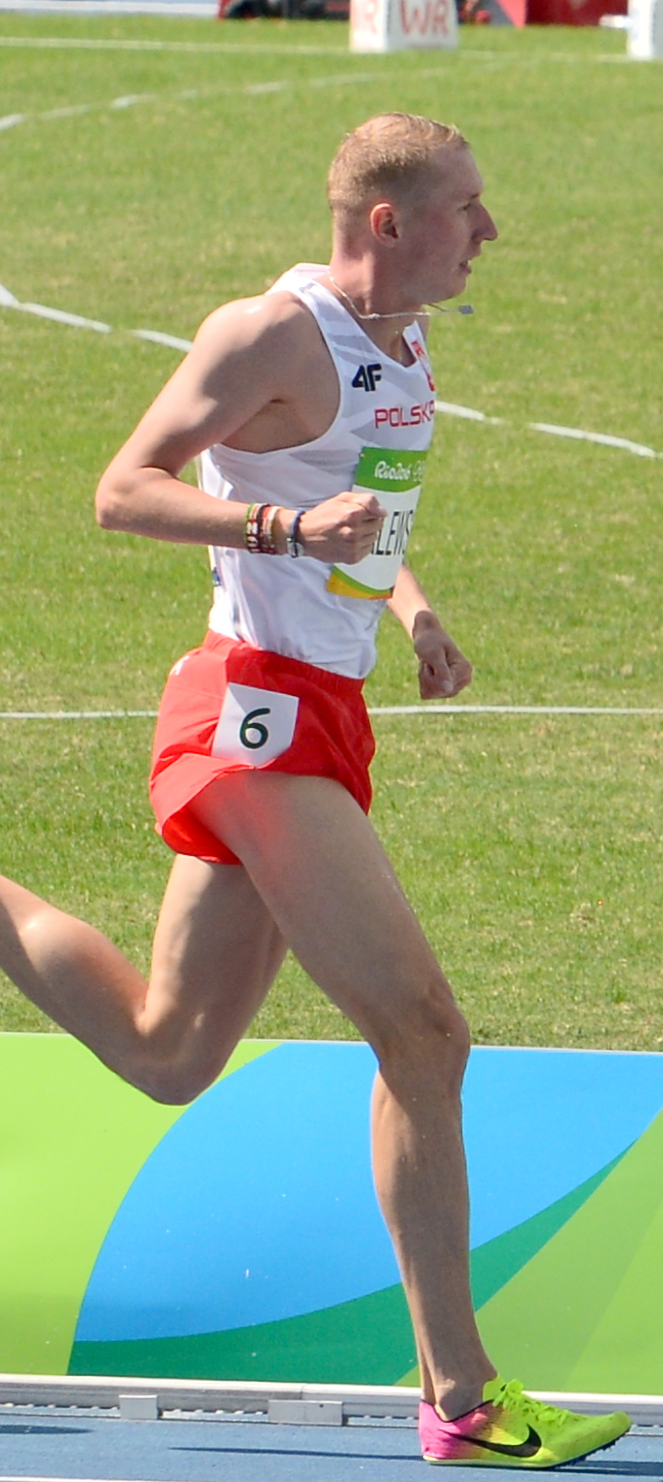
Krystian Zalewski – Rang zehn
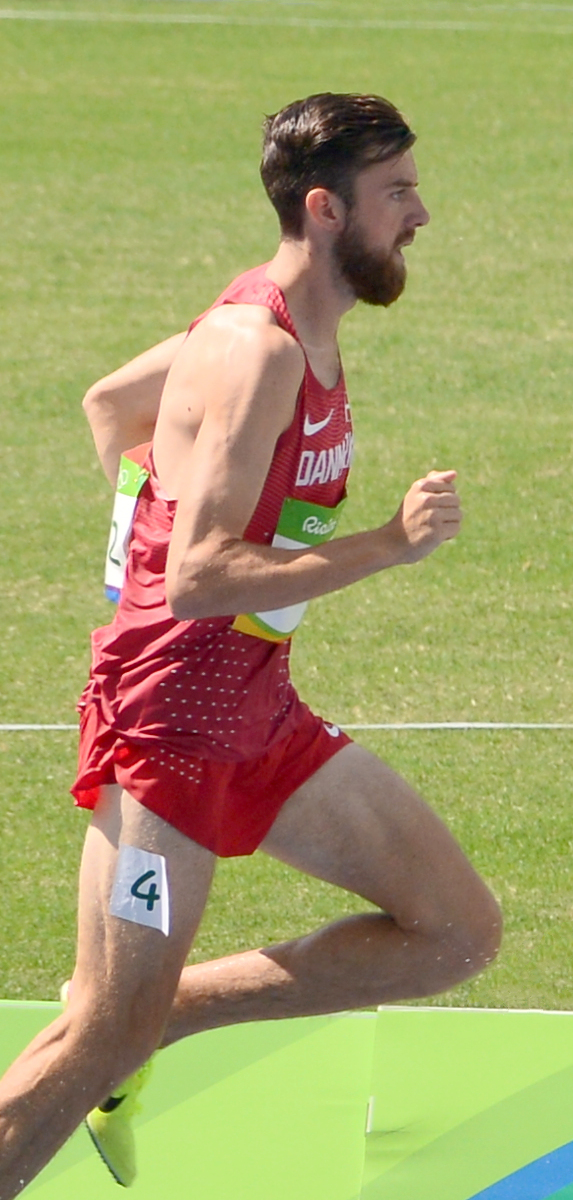
Ole Hesselbjerg – Rang elf
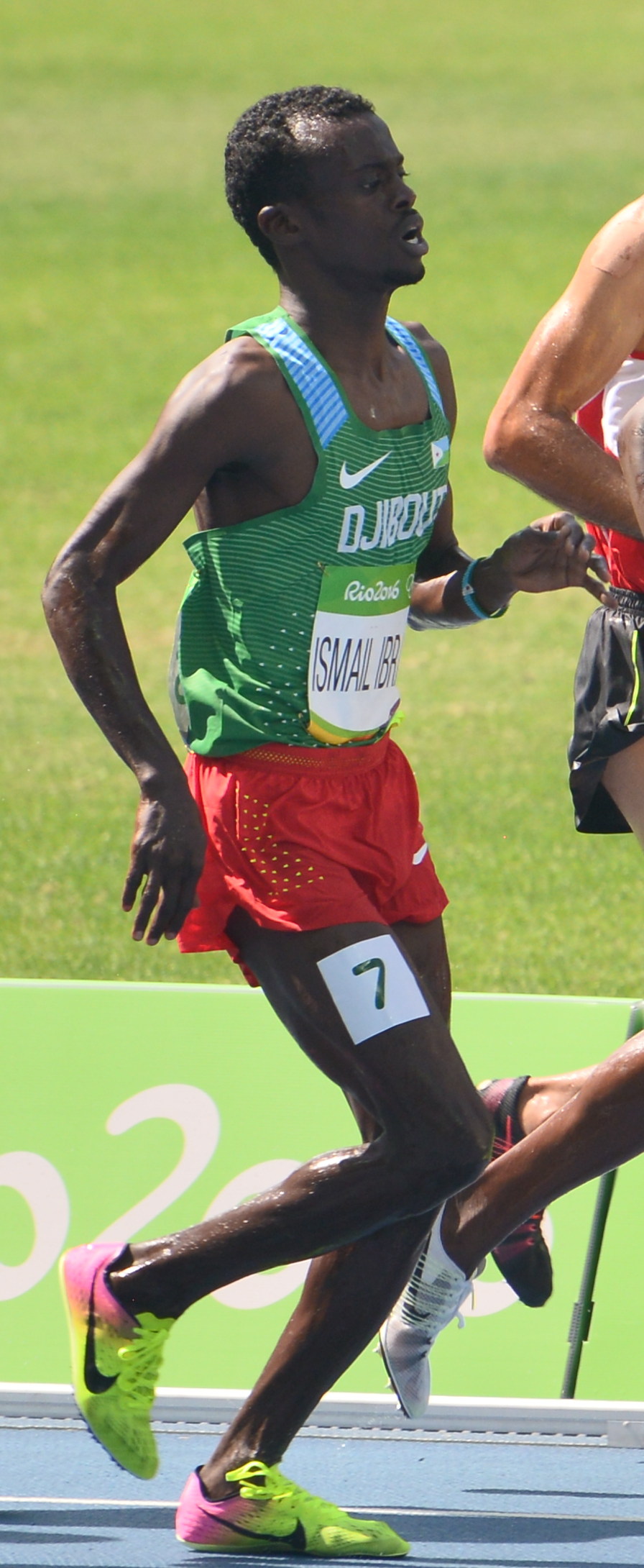
Mohamed Ismail Ibrahim – Rang zwölf
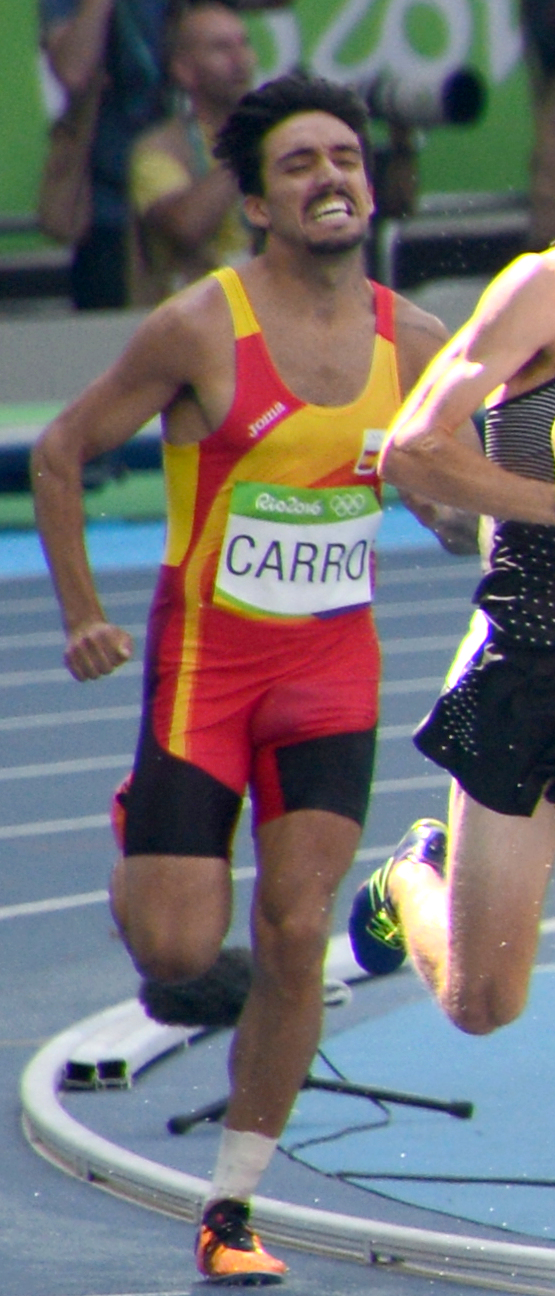
Fernando Carro – Rang dreizehn
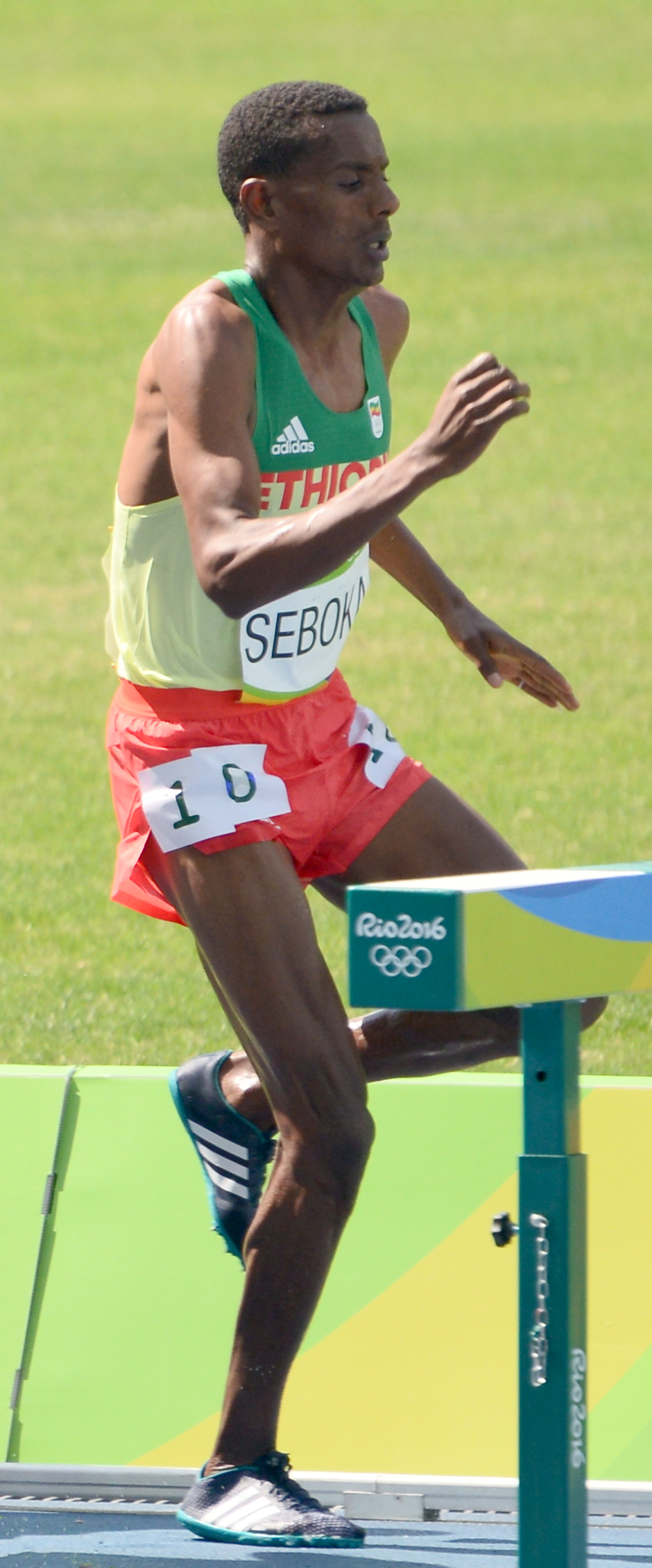
Tafese Seboka – disqualifiziert wegen Bahnübertretung
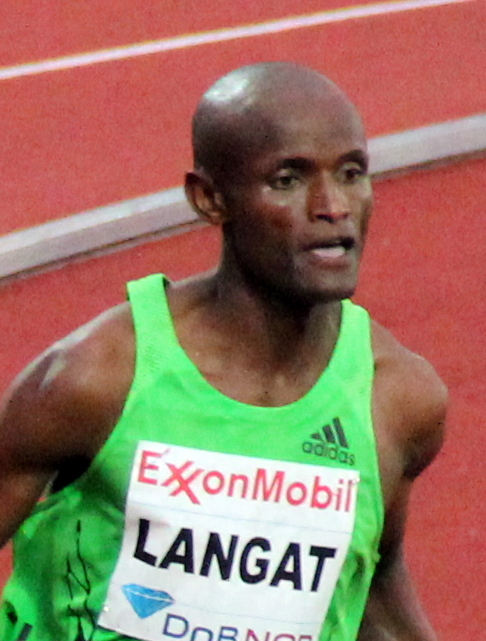
Tarık Langat Akdağ – Rennen nicht beendet

## Finale
17. August 2016, 11:55 Uhr
| Platz | Name                  | Nation     | Zeit (min) | Anmerkung                                                                 |
| ----- | --------------------- | ---------- | ---------- | ------------------------------------------------------------------------- |
| 1     | Conseslus Kipruto     | Kenia      | 8:03,28    | OR                                                                        |
| 2     | Evan Jager            | USA        | 8:04,28    |                                                                           |
| 3     | Mahiedine Mekhissi    | Frankreich | 8:11,52    |                                                                           |
| 4     | Soufiane el-Bakkali   | Marokko    | 8:14,35    |                                                                           |
| 5     | Yoann Kowal           | Frankreich | 8:16,75    |                                                                           |
| 6     | Brimin Kiprop Kipruto | Kenia      | 8:18,79    |                                                                           |
| 7     | Hillary Bor           | USA        | 8:22,74    |                                                                           |
| 8     | Donald Cabral         | USA        | 8:25,81    |                                                                           |
| 9     | Altobeli da Silva     | Brasilien  | 8:26,30    |                                                                           |
| 10    | Matthew Hughes        | Kanada     | 8:36,83    |                                                                           |
| 11    | Yemane Haileselassie  | Eritrea    | 8:40,68    |                                                                           |
| DSQ   | Amor Ben Yahia        | Tunesien   |            | Weltleichtathletikverband Regel 163.3b Übertreten der Bahninnenmarkierung |
| DSQ   | Ezekiel Kemboi        | Kenia      |            | Weltleichtathletikverband Regel 163.3b Übertreten der Bahninnenmarkierung |
| DNF   | Jacob Araptany        | Uganda     |            |                                                                           |
| DNF   | Hamid Ezzine          | Marokko    |            |                                                                           |

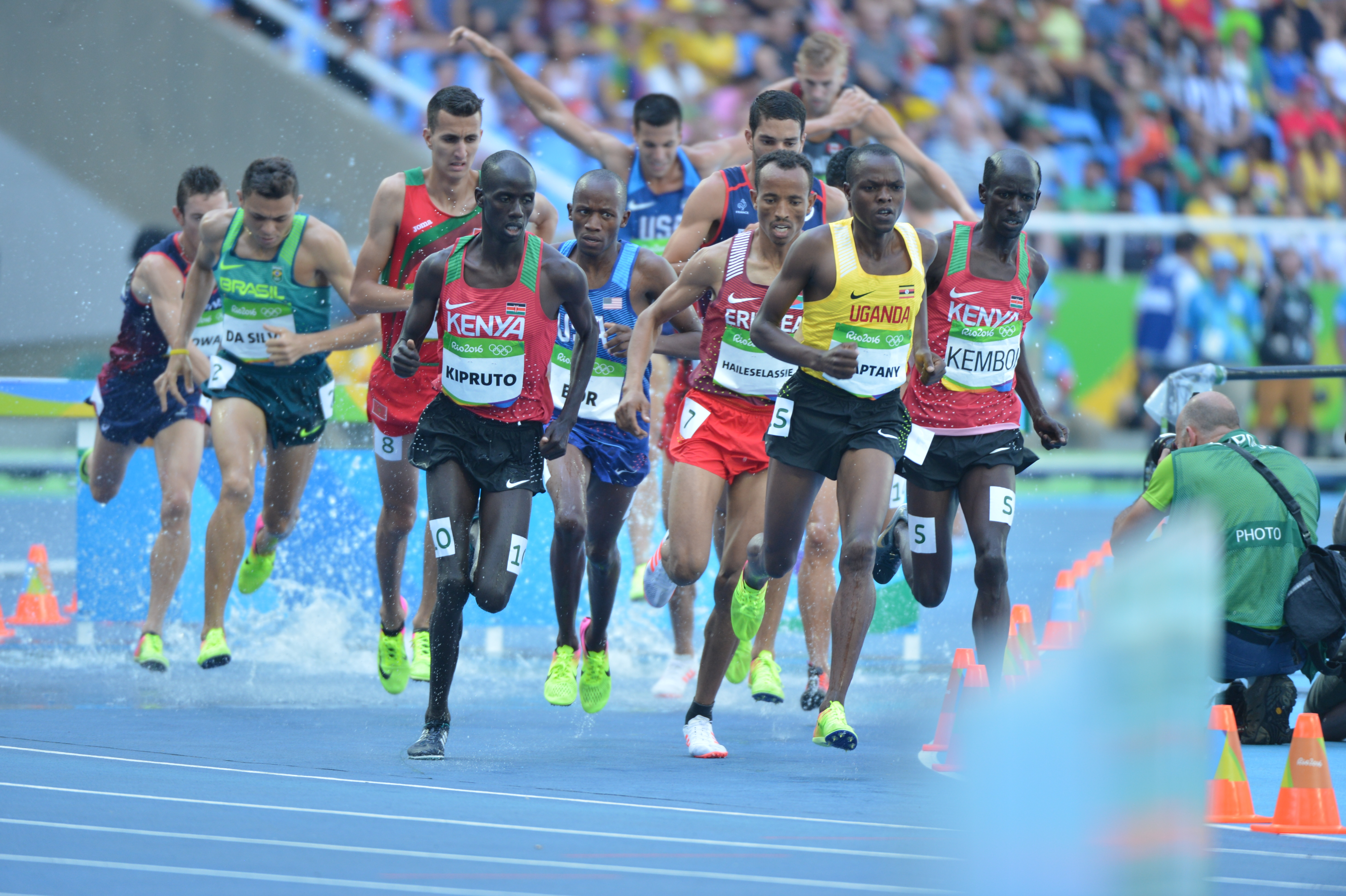
Szene aus dem Finale:
vorne Conseslus Kipruto, neben ihm Jacob Araptany

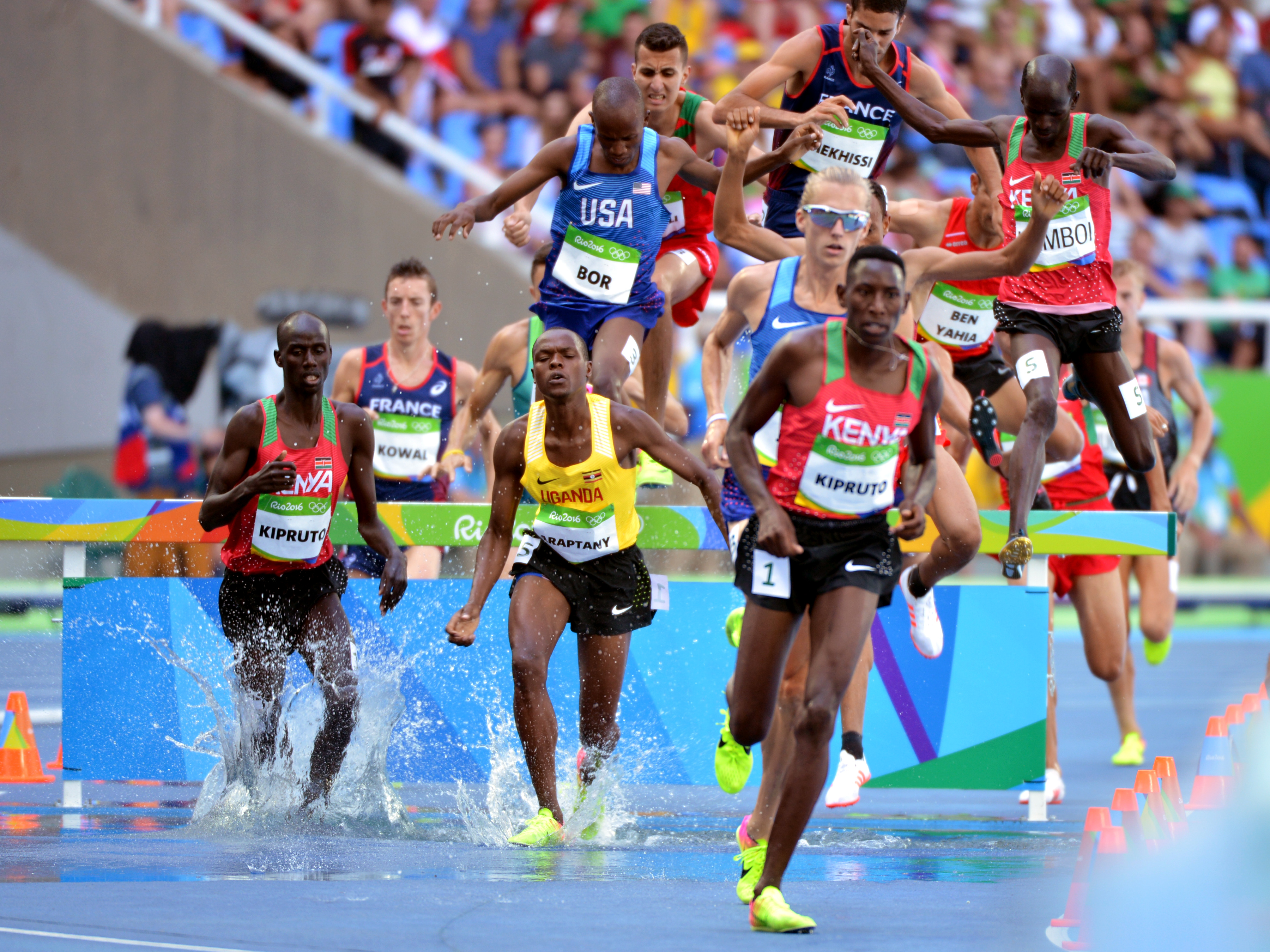
Finalrennen:
vorne Conseslus Kipruto, direkt dahinter Evan Jager (mit Brille)

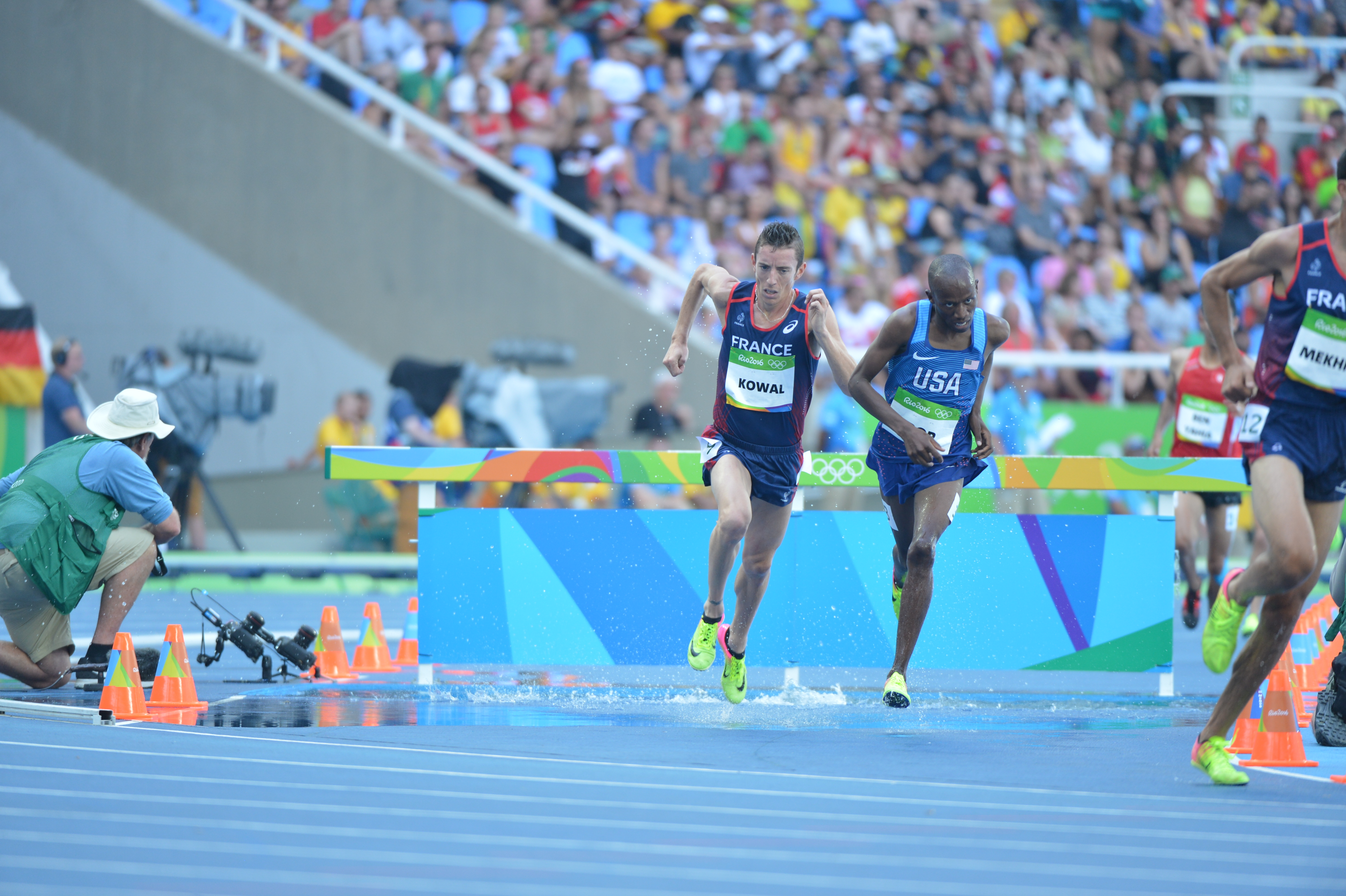
Die Hindernisläufer im Finale:
Hillary Bor und Yoann Kowal am Wassergraben

Qualifiziert hatten sich jeweils alle drei Kenianer und US-Amerikaner. Hinzu kamen zwei Marokkaner sowie je ein Teilnehmer aus Brasilien, Eritrea, Frankreich, Kanada, Tunesien und Uganda.
Die Favoriten waren die Kenianer Ezekiel Kemboi (Olympiasieger 2004 und 2012, Weltmeister 2015), Brimin Kiprop Kipruto (Olympiasieger 2008) und Conseslus Kipruto (Vizeweltmeister 2015). Der Franzose Mahiedine Mekhissi (Europameister und zweimaliger olympischer Silbermedaillengewinner – 2008 und 2012) sowie der US-Athlet Evan Jager galten als die stärksten Gegner der Kenianer.
Gleich zu Beginn des Rennens übernahm Conseslus Kipruto die Führungsarbeit und bestimmte das Tempo, gefolgt von Jager. Der erste Kilometer wurde mit 2:41,64 min sehr schnell gelaufen. Nach knapp 1500 Metern ging Jager in Führung, Kipruto ließ sich mitziehen und es entstand eine Lücke zum Rest des Feldes. Die Verfolgergruppe wurde vom US-Läufer Hillary Bor angeführt, der Kemboi an deren Spitze ablöste. Bor konnte die Lücke zu den beiden Führenden schließen. Der zweite Kilometer wurde in 2:44,18 min absolviert, das Rennen blieb weiterhin sehr schnell und so entstanden viele kleinere Gruppen mit kleineren und größeren Abständen untereinander.
Bei der vorletzten Überquerung des Wassergrabens hatte sich mit Jager, Kemboi und Kipruto eine Dreiergruppe deutlich abgesetzt. Zu Beginn der letzten Runde übernahm die Spitze Conseslus Kipruto und leitete einen langgezogenen Spurt ein. Noch konnten Kemboi auf Platz zwei und Jager als Dritter das Tempo mitgehen. Doch am Ende der Gegengeraden war Kipruto zu schnell für seine Verfolger. Mit großem Vorsprung bog er auf die Zielgerade ein und ließ das Rennen am Ende nur noch austrudeln. Er wurde Olympiasieger und stellte mit 8:03,28 min einen neuen Olympiarekord auf. Die letzten tausend Meter hatte er in 2:37,46 min zurückgelegt. Im Kampf um Silber lag Kemboi zunächst vorne. Doch auf der Zielgeraden gingen ihm die Kräfte aus und Jager zog mühelos an ihm vorbei. So sicherte sich der US-Amerikaner die Silbermedaille, während Kemboi die letzten fünfzig Meter im Joggingtempo zurücklegte. Sein Vorsprung auf die nächsten Verfolger war so groß, dass er Dritter wurde. Hinter ihm kam Mekhissi ins Ziel vor dem Marokkaner Soufiane El-Bakkali und seinem Landsmann Yoann Kowal. Brimin Kiprop Kipruto und Hillary Bor belegten die nachfolgenden Ränge.
Unmittelbar nach dem Rennen legte die französische Mannschaftsleitung Protest ein. Kemboi soll nach dem Wassergraben die Bahninnenmarkierung übertreten haben. Dem Protest wurde stattgegeben und Kemboi disqualifiziert. Damit ging die Bronzemedaille an Mekhissi, alle nachfolgenden Athleten rückten im Klassement um einen Platz nach vorne.
Conseslus Kipruto gewann die insgesamt elfte kenianische Goldmedaille in dieser Disziplin. Es war zudem der neunte Olympiasieg in Folge für Kenia.

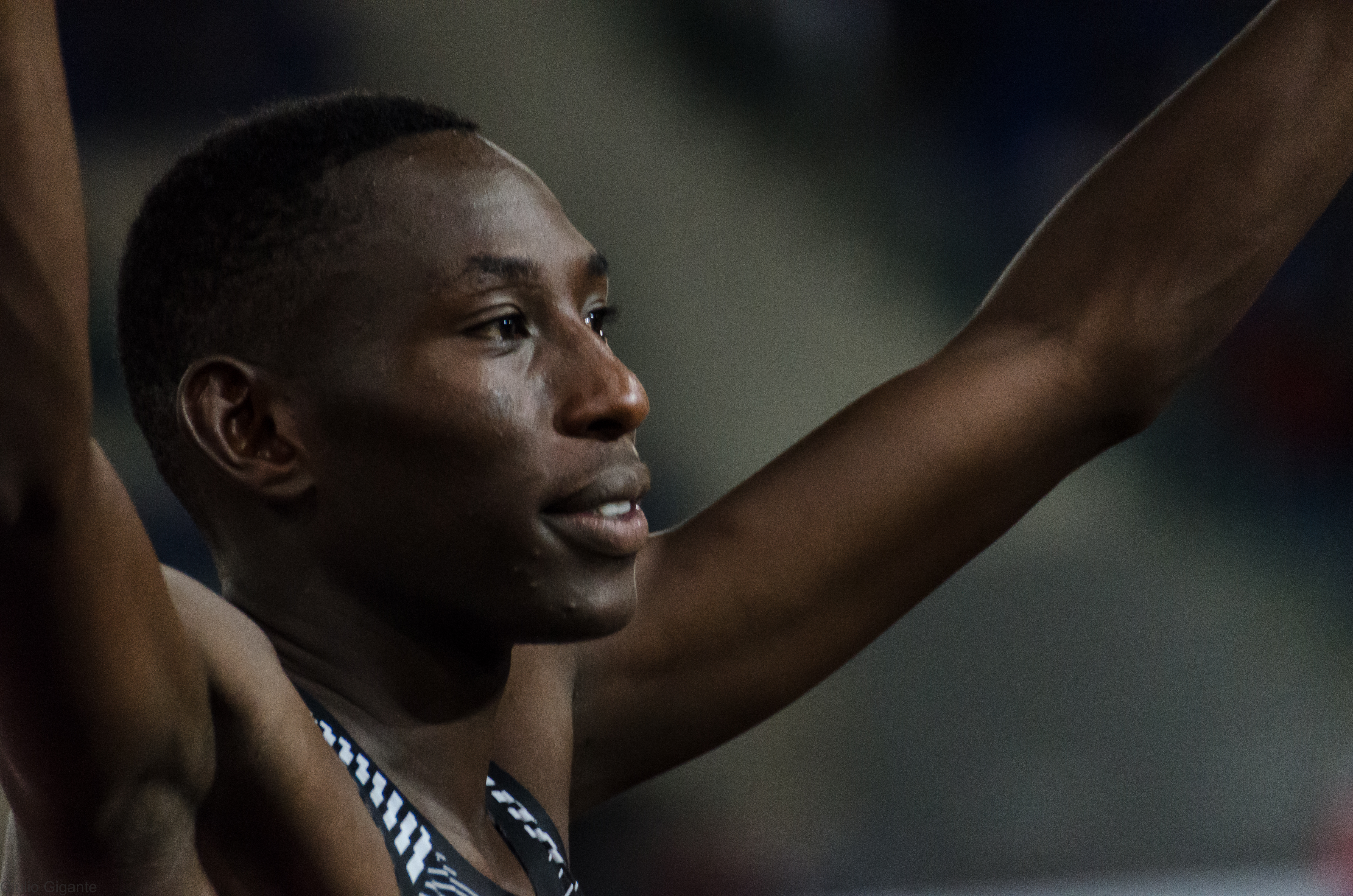
Der Hindernislauf blieb fest in kenianischer Hand – hier mit Olympiasieger Conseslus Kipruto
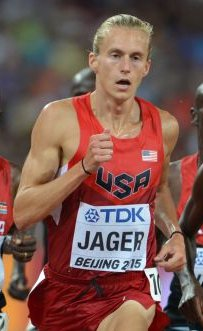
Gewinner der Silbermedaille: Evan Jager
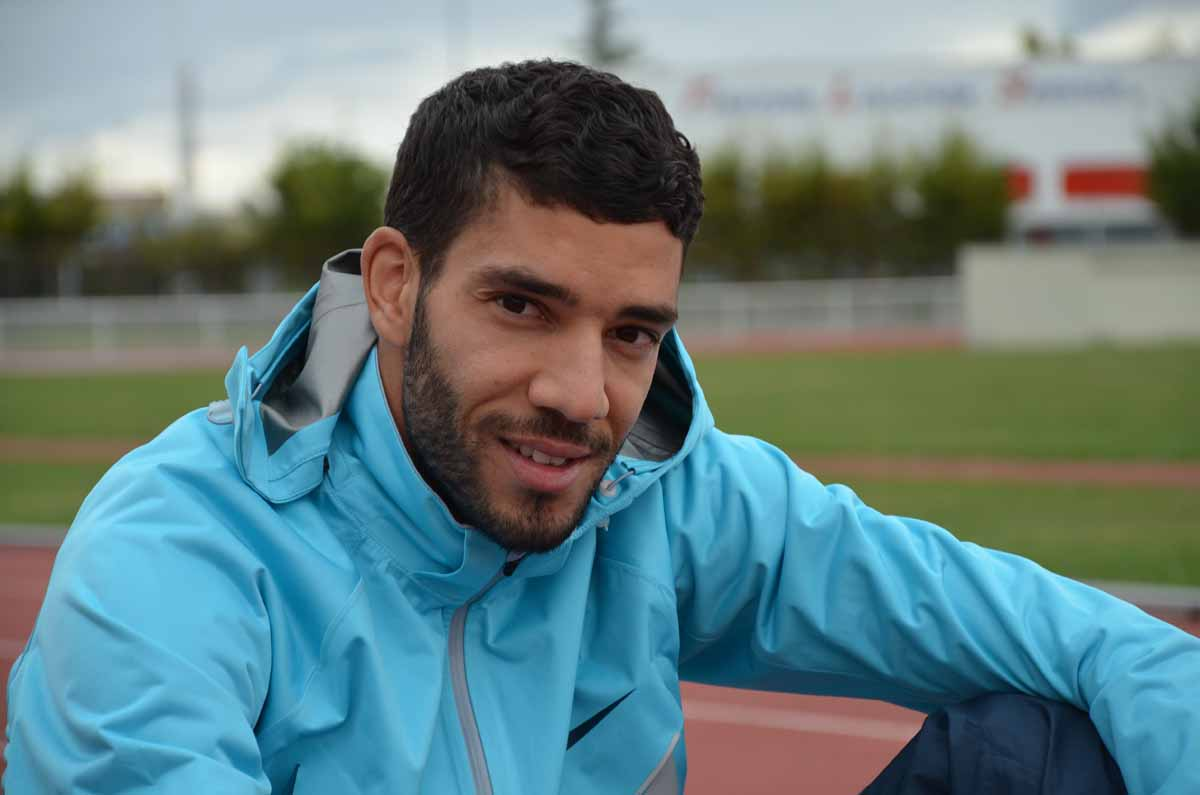
Gewinner der Bronzemedaille: Mahiedine Mekhissi

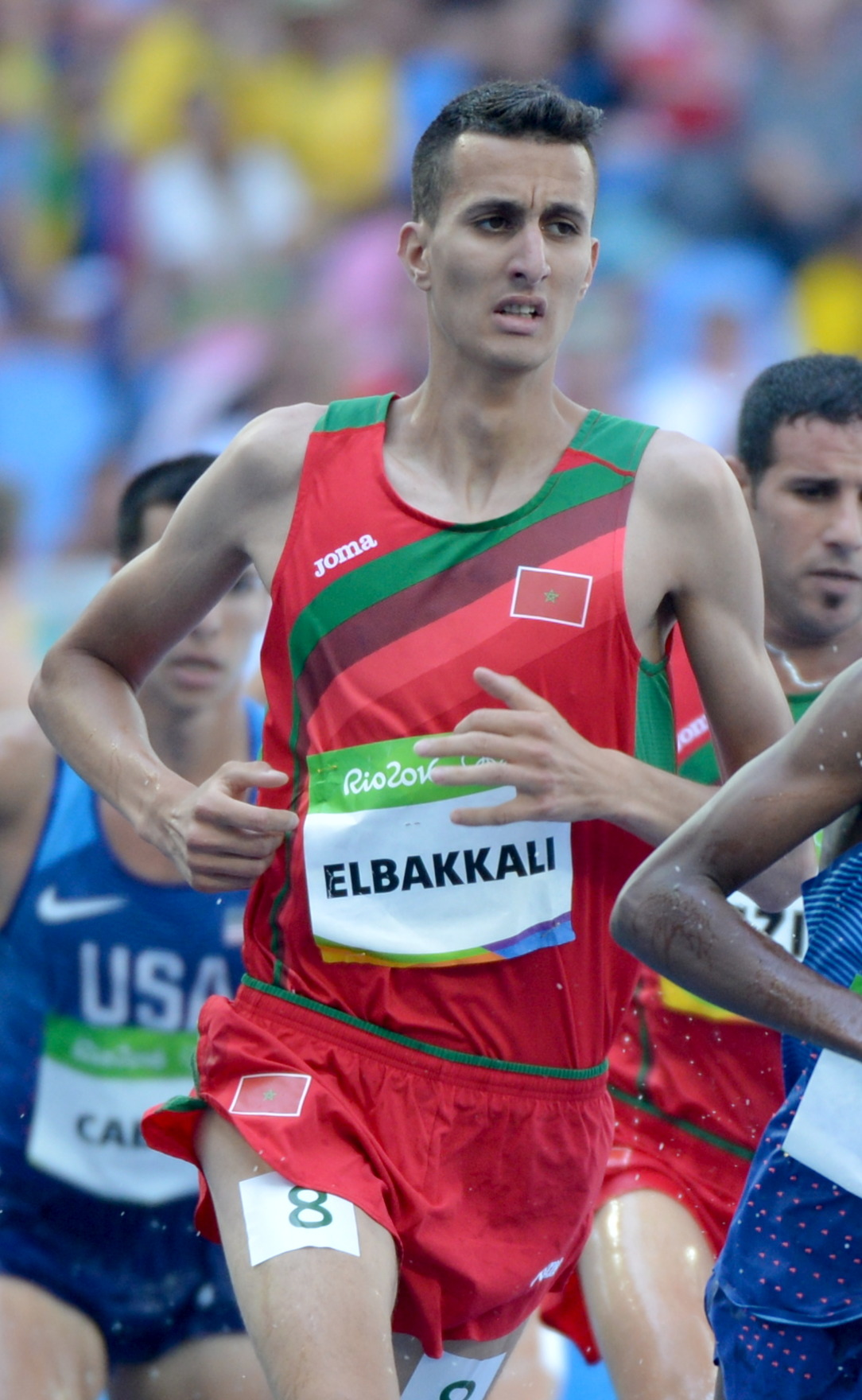
Soufiane El-Bakkali Kowal kam auf den vierten Platz
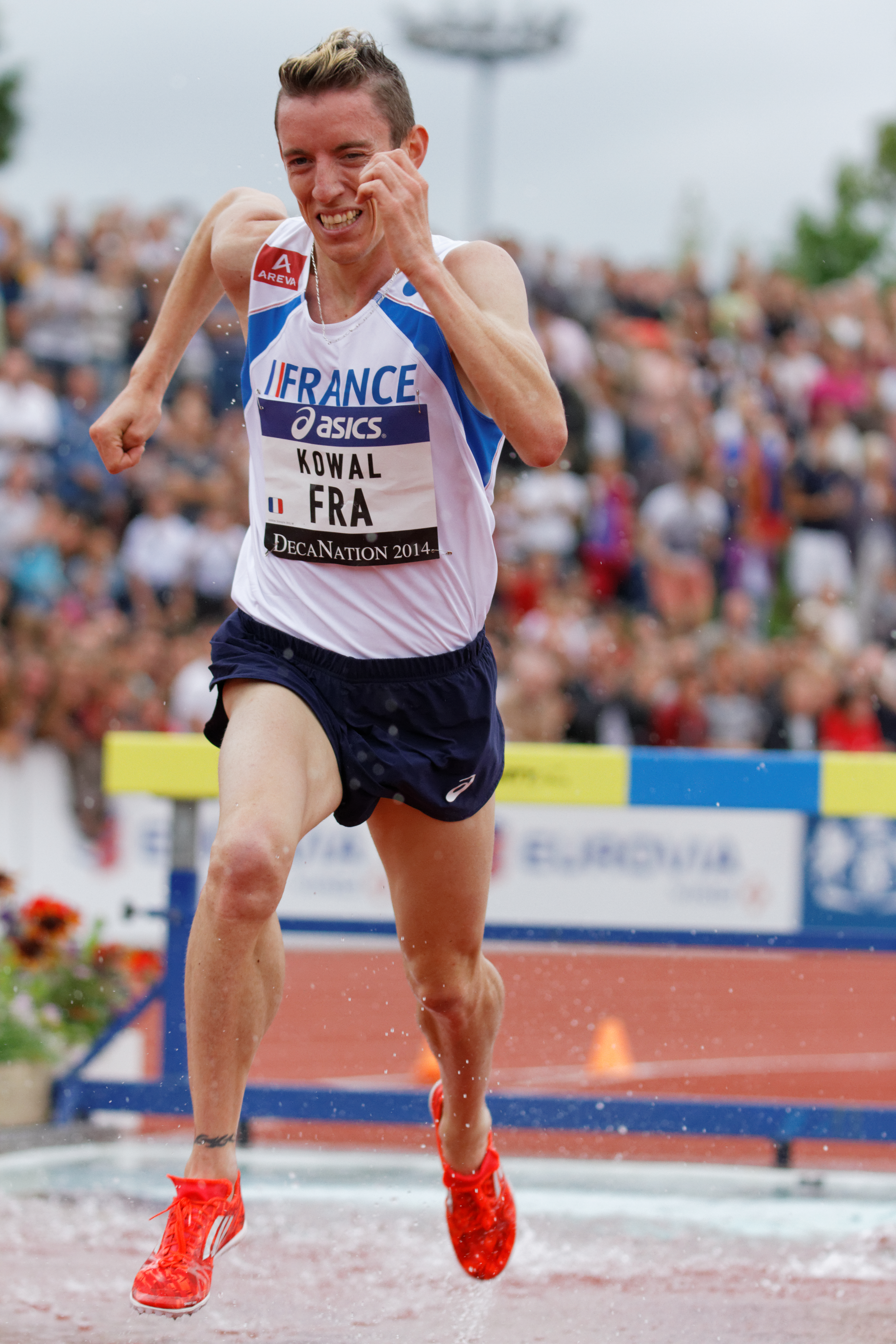
Yoann Kowal belegte Rang fünf
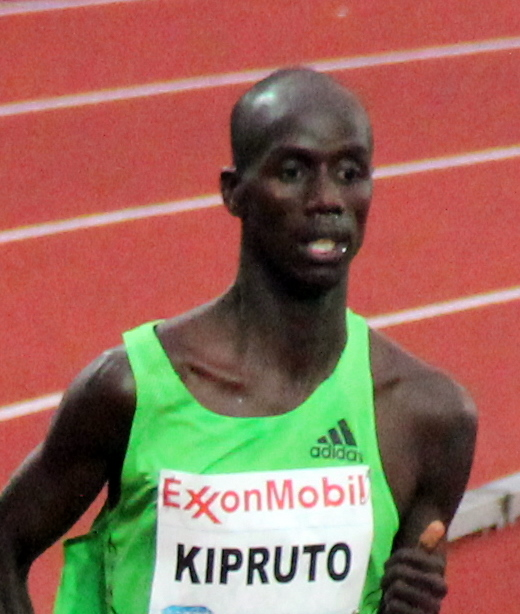
Brimin Kiprop Kipruto wurde Olympiasechster
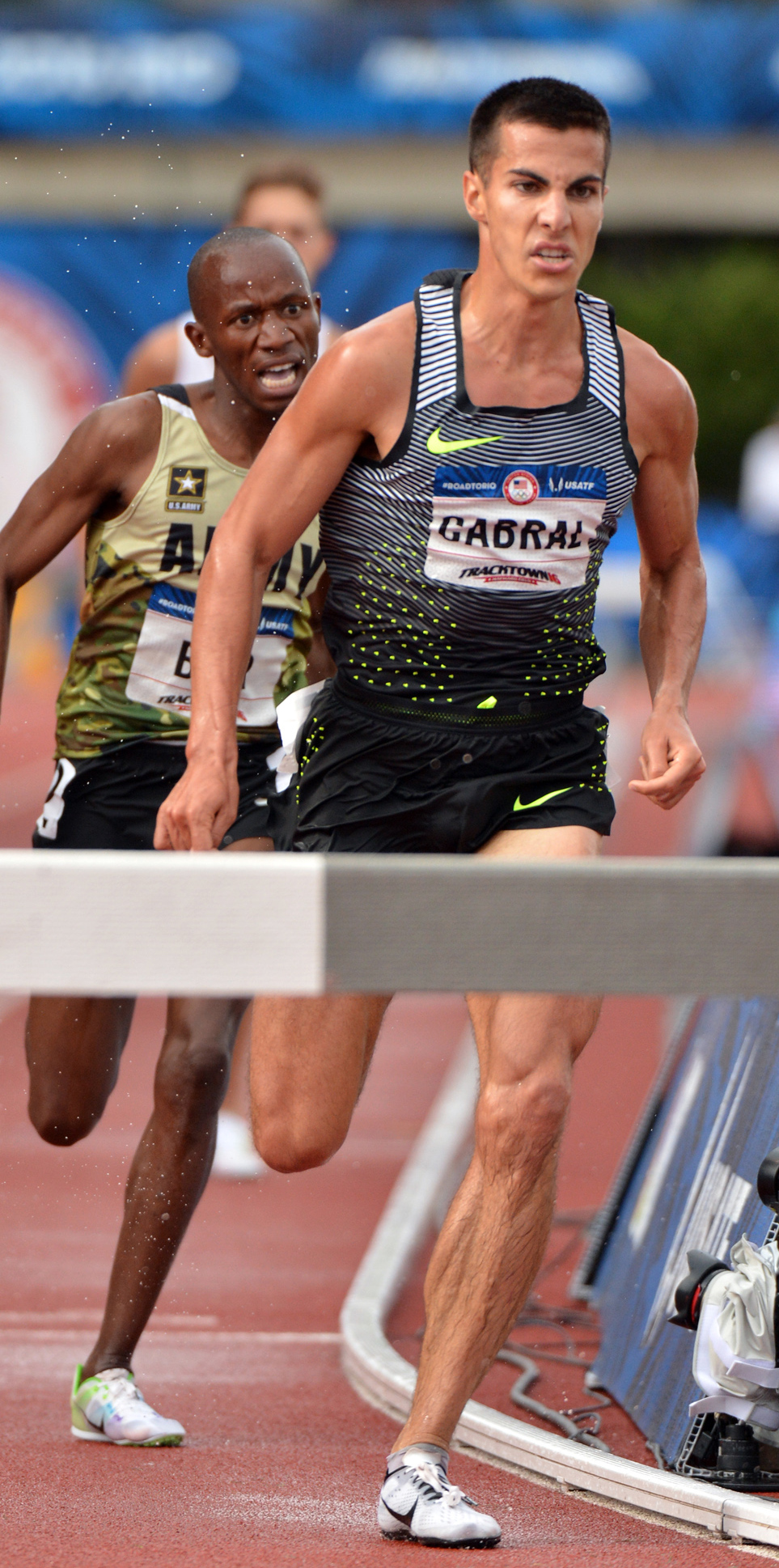
Hillary Bor (hinten) und Donald Cabral kamen auf die Plätze sieben und acht

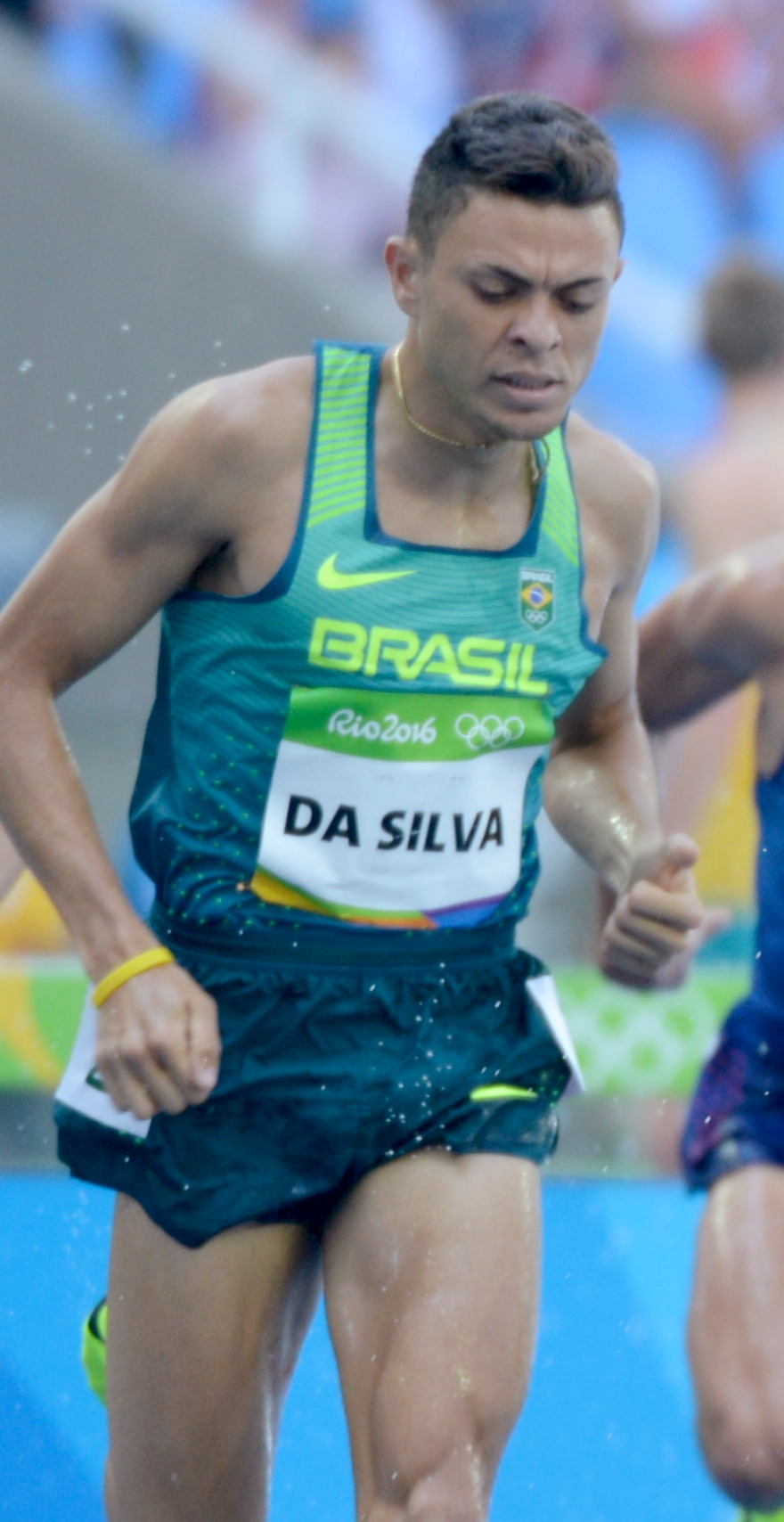
Altobeli da Silva erreichte den neunten Platz
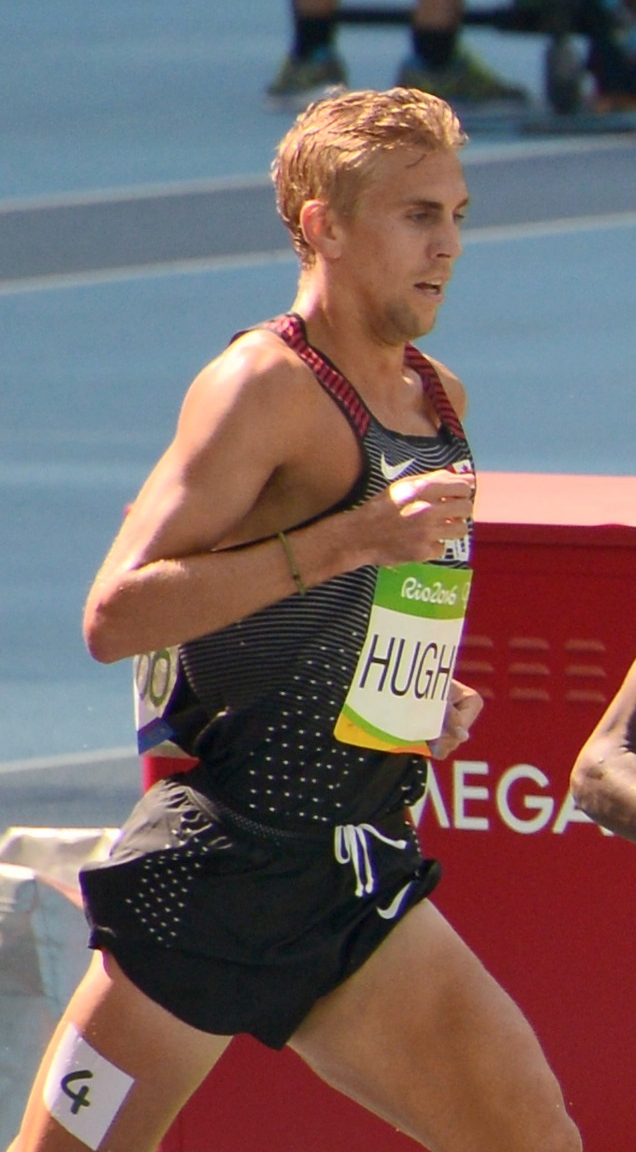
Der Olympiazehnte Matthew Hughes
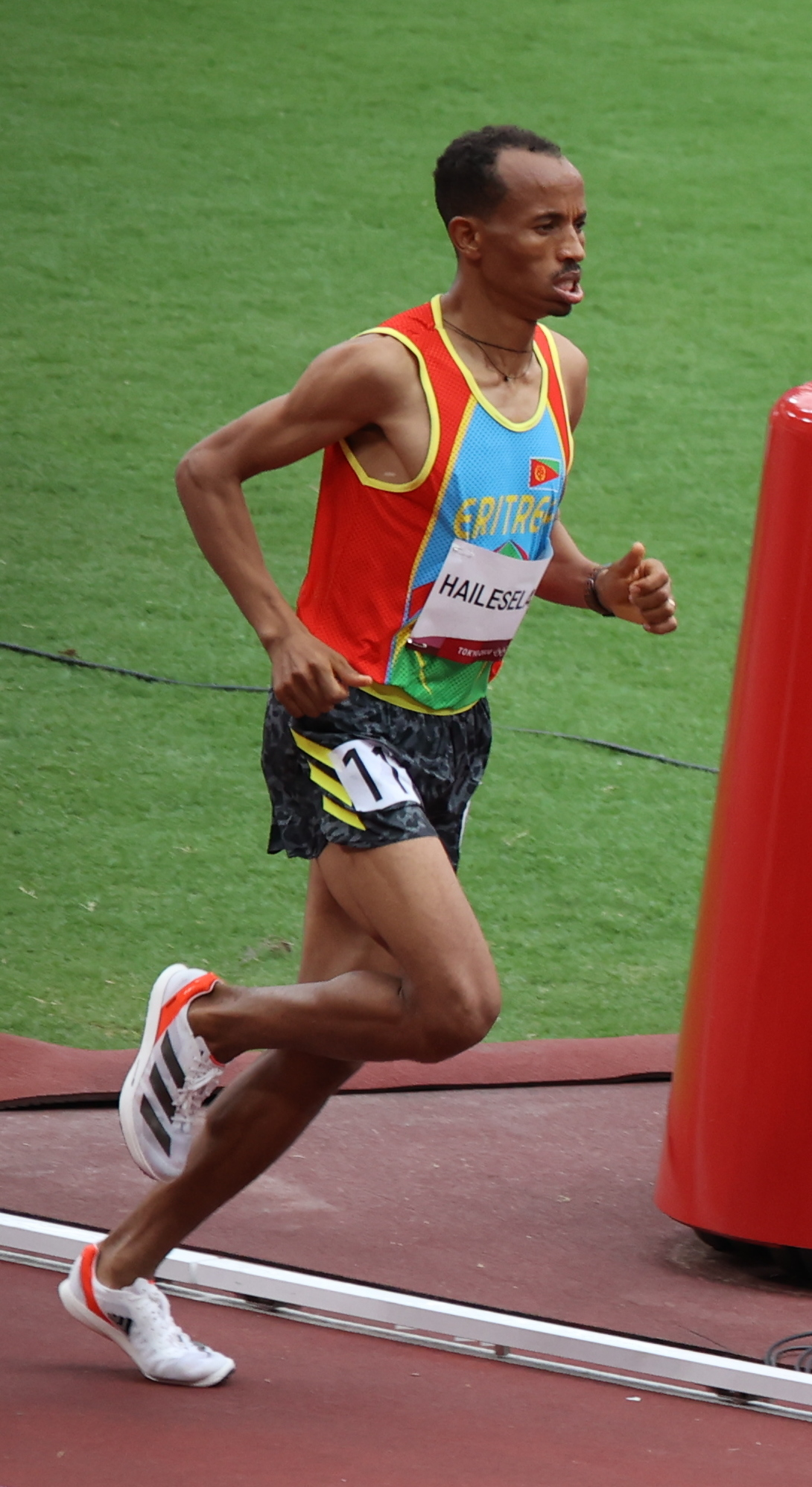
Der elftplatzierte Yemane Haileselassie

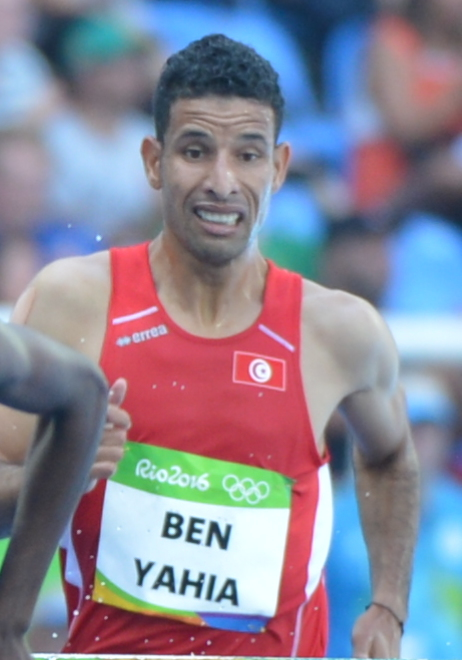
Amor Ben Yahia – disqualifiziert wegen Übertretens der Bahninnenmarkierung
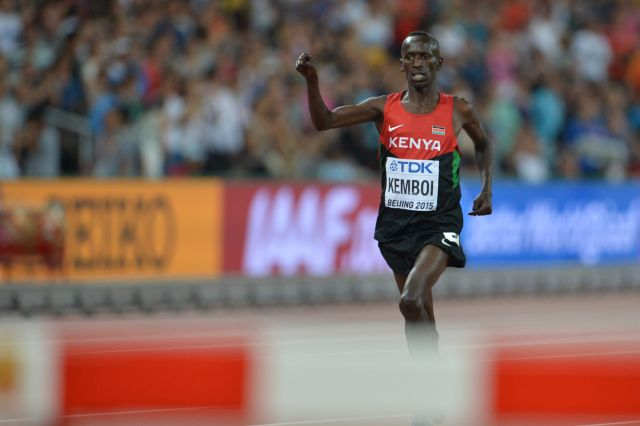
Ezekiel Kemboi – disqualifiziert wegen Übertretens der Bahninnenmarkierung
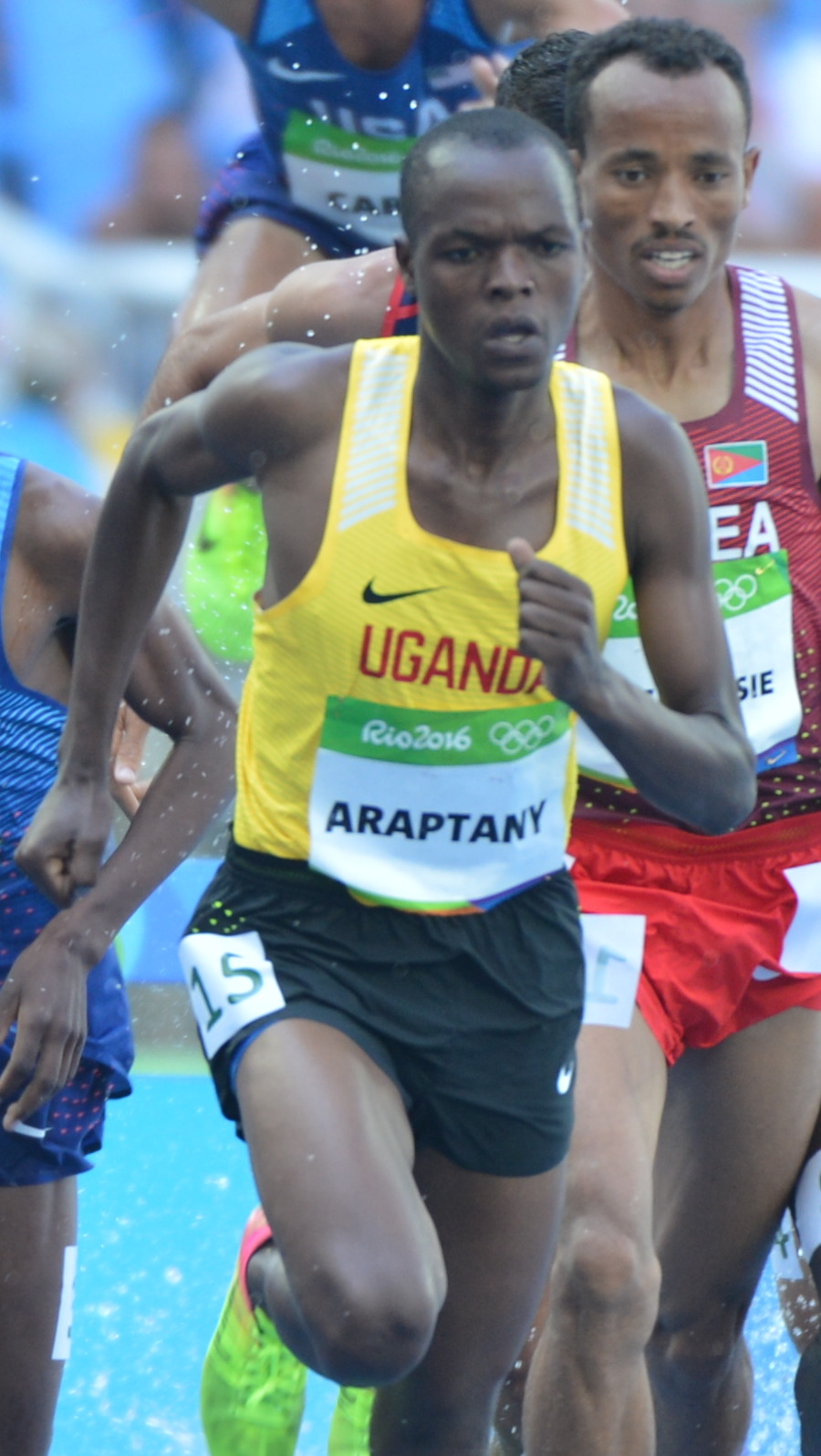
Jacob Araptany – Rennen nicht beendet
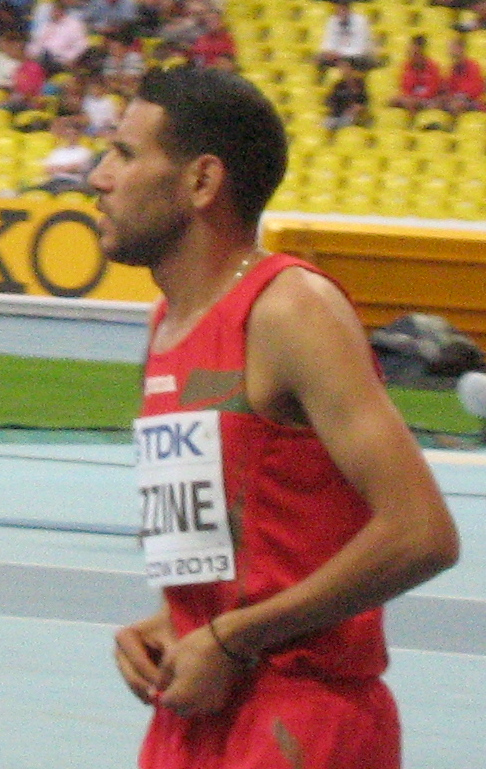
Hamid Ezzine – Rennen nicht beendet

## Video
- Kenya's Kipruto sets Olympic record in Men's 3000m Steeplechase, youtube.com, abgerufen am 30. April 2022